# Peinture baroque espagnole

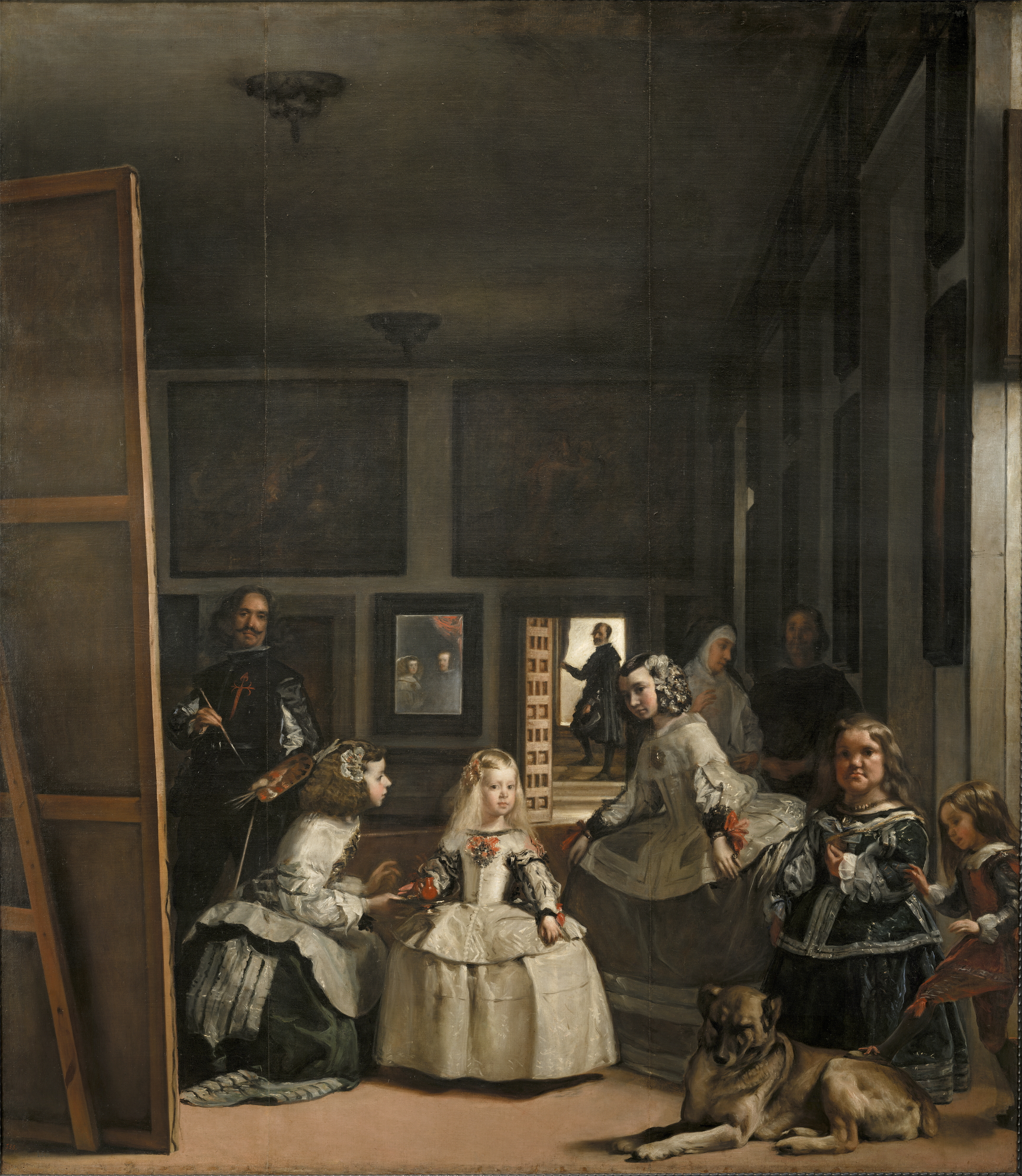
Diego Vélasquez : Les Ménines ou La famille de Philippe IV, 1656, huile sur toile,, musée du Prado.

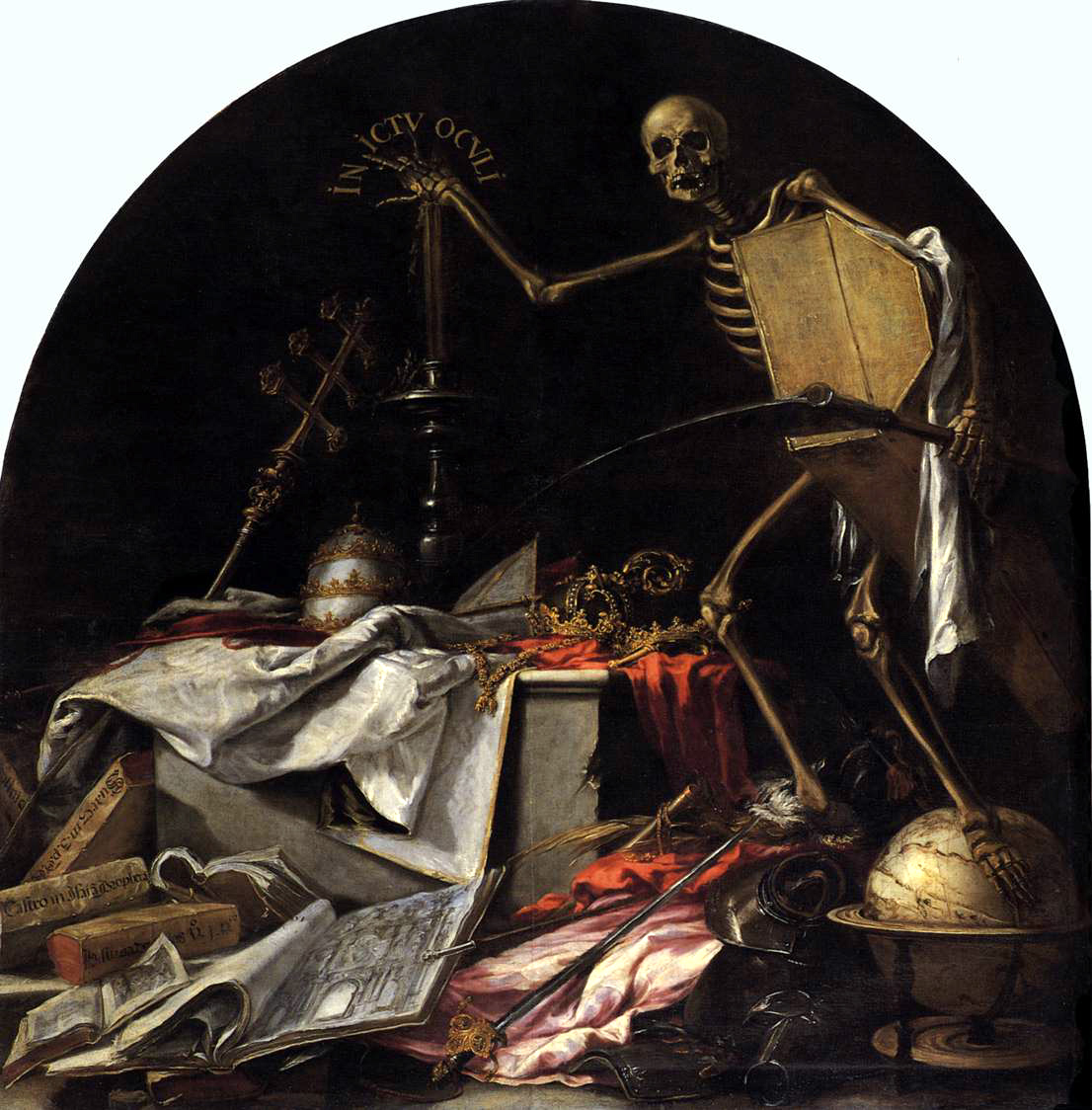
Juan de Valdés Leal : In ictu oculi, une des es, 1672, huile sur toile,, Hôpital de la Charité de Séville.

La peinture baroque espagnole est un genre artistique qui couvre le XVIIe siècle et la première moitié du XVIIIe siècle en Espagne. En réaction à la beauté idéalisée à l'excès et les postures maniéristes, présentes dans la peinture de début du XVIIe siècle, il visera, avant tout, la vraisemblance pour rendre facile la compréhension de la narration, sans amoindrissement du décorum, et cela à la demande de l'Église en pleine Contre-Réforme. L'introduction, après 1610, des modèles naturalistes propres du caravagisme italien, avec l'illumination ténébriste, déterminera le style dominant de la peinture espagnole de la première moitié du siècle. Plus tard, arriveront les influences du baroque flamand en raison du mandat politique qui s'exerce sur le pays, et surtout l'arrivée de Rubens en Espagne, de 1603 à 1628, et l'affluence massive de ses œuvres ainsi que l'installation de quelques-uns de ses disciples à partir de 1638. Son influence sera toutefois nuancée par celle du vieux Titien et de sa technique de coups de pinceau larges et de frottements sans lesquelles le travail de Velázquez ne pourrait pas être expliqué. L'apogée du baroque de la deuxième moitié du siècle, avec sa vitalité et son inventivité, sera le résultat de la conjugaison des influences flamandes et des nouveaux courants italiens avec l'arrivée des peintres de fresques Agostino Mitelli et Angelo Michele Colonna en 1658 et de Luca Giordano en 1692. Malgré la Crise générale qui a pris une forme spécialement grave en Espagne, cette époque est connue comme le Siècle d'Or de la peinture espagnole de par la quantité des œuvres, leur qualité et l'originalité des artistes de premier plan qu'elle a suscités.

## Caractéristiques

### Clients et mécènes
L'Église et les institutions qui lui sont liées (confréries et ordres), ainsi que les particuliers qui commandaient des peintures pour leurs chapelles et leurs collections privées, constituèrent la principale clientèle des peintres. De plus, l'importance de la peinture religieuse, en pleine Contre-Réforme, qui sera utilisée comme arme de reconquête par l'Église catholique, stimulera la création baroque et l'engouement qui s'ensuivit. Les peintres qui travaillaient pour elle, se sont vus soumis à des limitations et au contrôle du clergé en ce qui concerne le choix des sujets, comme on peut s'y attendre, mais aussi la façon de les traiter. Il était fréquent dans les contrats de commande, que les modèles que le peintre devait suivre soit indiqués ou qu'il devait soumettre son œuvre à la censure d'un prieur qui en vérifiait la « conformité ». Malgré ces tracasseries, le travail pour l'église était avantageux car qu'il fournissait au peintre non seulement une considérable source de revenus, mais aussi du prestige et de la popularité quand le travail était exposé au public.

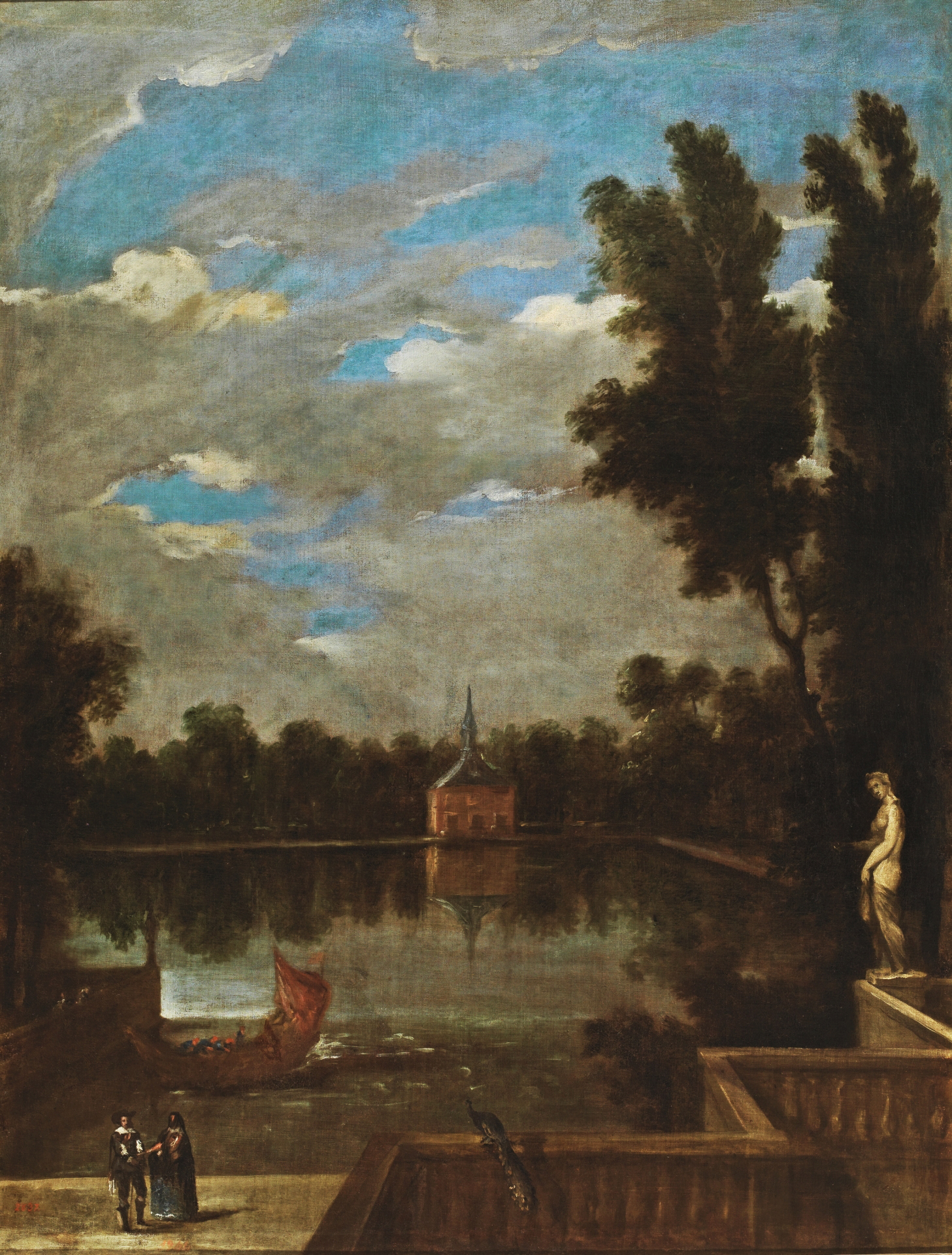
Juan Bautista Martínez del Mazo : Un bassin au Buen Retiro, 1637, huile sur toile,. Musée du Prado.

En second lieu, le parrainage de la cour est un élément important, ce qui dans le cas de Philippe IV permet de parler de « vrai mécénat ». Depuis Madrid, Rubens écrivait en 1628 à un ami : « Ici, je peins, comme partout ailleurs, et j’ai déjà fait un portrait équestre de Sa Majesté, ce qui lui a beaucoup plu. Il est vrai que la peinture le ravit énormément et, à mon avis, ce prince est doté d'excellentes qualités. J'ai une relation personnelle avec lui parce que, comme je reste dans le palais, il vient me voir presque tous les jours ». La décoration du nouveau Palais du Buen Retiro a donné lieu à d’importantes commandes, exécutées à la hâte : les peintres espagnols se sont vu confier la décoration du Salon des royaumes, avec les portraits équestres de Velázquez, une série de batailles, des victoires récentes des armées de Philippe IV et le cycle des travaux d'Hercule de Zurbarán, alors qu'elles étaient commandées à Rome à des artistes du nord, parmi lesquels Claude Gellée et Nicolas Poussin, deux séries de pays avec personnages la Galerie des paysages. Un autre cycle a été commandé à Naples par Giovanni Lanfranco, Domenichino et d’autres artistes ont produit plus de trente peintures de l’histoire de Rome, dont le Combat de femmes de José de Ribera. L'interdiction de déplacer des tableaux d'autres palais royaux et l'empressement d'Olivares à compléter la décoration du nouveau palais ont précipité l'achat de nombreuses œuvres à des collectionneurs privés, amassant ainsi près de 800 peintures sur leurs murs. Parmi les vendeurs figurait Velázquez qui, en 1634, vendit La Tunique de Joseph et La Forge de Vulcain, peinte en Italie, avec quelques autres œuvres, notamment une copie de Danaë de Titien, quatre paysages, deux natures mortes et deux autres peintures de fleurs.
L'embellissement de la Tour de la Parada a été décidé dans l'urgence. Le noyau principal était constitué par le cycle de soixante-trois peintures mythologiques commandées en 1636 à Rubens et à son atelier, dont le peintre donna les dessins et se réserva l'exécution de quatorze. Les paysages, vues des endroits réels, ont été confiés à cette occasion à des peintres espagnols comme José Leonardo, Félix Castelo, et Velázquez a contribué avec les philosophes Ésope et Ménippe et le portrait de Mars.
Le vieux château de l'Alcazar royal a vu aussi notablement sa collection de peinture augmentée. Quelques-unes des nouvelles acquisitions du monarque ont suscité admiration mais aussi des récriminations ; ainsi, lorsqu'en 1638, ils ont fait venir de Rome La Bacchanale des Andriens et l'Offrande au Vénus, deux des œuvres les plus admirées de Titien, un vent de protestation a envahi la ville. Il a procédé aussi à un réaménagement de son fonds, avec la participation de Velázquez, en donnant priorité aux critères esthétiques. Ainsi, au rez-de-chaussée de l'aile sud, appelée chambre forte de Titien, une collection unique de trente-huit toiles est réunie, avec les Poésies commandés par Philippe II à Titien, voisinant avec la Bacchanale et quelques autres peintures vénitiennes, Ève de Dürer, Les Trois Grâces de Rubens et quelques autres de Jordaens, Ribera et le Tintoret dont le dénominateur commun était la représentation de la femme, principalement nue. Pour compléter cette série de rénovations, Velazquez partit pour l’Italie en 1648, avec pour mission d’acheter des statues et de faire appel à un spécialiste de la peinture sur fresque. Il revint finalement avec Angelo Michele Colonna et Agostino Mitelli. Pendant ce temps, l'ouvrage continue à l'Alcazar. Ainsi, par exemple, en 1649, Francisco Camilo se voit commander une série de scènes des Métamorphoses d'Ovide qui ne plaisent pas au roi.
Le mécénat royal inclut aussi les décors scénographiques pour les représentations théâtrales du Buen Retiro. Ils sont confiés aux « ingenieros » italiens Cosme Lotti et Baccio del Bianco, qui amènent la techniques les cintres et les jeux de changements de décor toscans. Francisco Ricci a été pendant plusieurs années dans le directeur des théâtres réels et conservent quelques-uns des fonds de décors, dont ceux faits par le Grenadin José de Cieza (es), peintre de perspectives, qui a obtenu pour cela le titre convoité de peintre du roi.
Les décors éphémères de façades et arcs triomphaux pour les occasions festives, parrainés par les mairies ou par les corps de métier, ont constitué une autre source de productions artistique principalement profane. Les témoignages littéraires et quelques gravures conservées sont particulièrement célèbres, ainsi que les entrées à Madrid de Marie-Anne d'Autriche, deuxième épouse de Philippe IV, ainsi que celles des deux épouses de Charles II, Marie-Louise d'Orléans et Marie-Anne de Neubourg, peintes et sculptées par les artistes de l'atelier de Claudio Coello.
En ce qui concerne la clientèle privée, il est difficile faire des généralisations par manque de données disponibles. Il semblerait toutefois que la noblesse s'est généralement montrée peu sensible à l'art, qui se résume dans la dotation de chapelles privées. Cependant, quelques membres de la grande noblesse, notamment les plus proches au roi et ceux qui ont occupé des fonctions de gouvernement en Italie et en Flandre, ont réuni de grandes collections et, parfois, comme le royaume de Naples pour Ribera ou Olivares pour Alonso Cano, se sont montrés de véritables mécènes. Parmi eux se trouvaient « quelques-uns des collectionneurs les plus avides d'Europe ». Pour la première moitié du siècle, Carducho mentionnait vingt importantes collections madrilènes parmi lesquelles se démarquait celle du marquis de Leganés qui a une prédilection pour la peinture flamande, et celle de Juan Alfonso Enríquez de Cabrera, amiral de Castille, qui a complété une importante collection d'œuvres dévotes qu'il a hérité de sa mère, Vittoria Colonna, et à laquelle il a rajouté un peu de œuvres mythologiques originales ou copies de Rubens, Titien, Correggio ou du Tintoret,. Ce goût pour la peinture étrangère a certes réduit les commandes aux peintres espagnols, mais il convient de garder à l’esprit que de nombreuses œuvres ont été inscrites dans des inventaires sans le nom de l’auteur et qu’elles n’étaient pas toujours des originaux. Gaspar Méndez de Haro, marquis du Carpio, avec une collection impressionnante de plus de deux mille pièces, parmi lesquelles Vénus à son miroir de Velazquez, et des œuvres de Juan van der Hamen et Angelo Nardi, ainsi que d'autres de peintres de moindre importance de Gabriel Terrazas et Jean de Toledo, ainsi que des copies de Rubens, Titien et Velázquez lui-même, réalisées par Juan Bautista Martínez del Mazo,. Dans la collection des ducs de Benavente, où la peinture flamande et italienne abonde, le cœur était pourtant constitué des peintures de Murillo, environ quarante. La collection du nouvel amiral Juan Gaspar Enríquez de Cabrera, protecteur de Juan de Alfaro, était exceptionnelle pour l’organisation quasi financière de son fonds. Ses peintures ont été réparties dans des salles thématiques consacrées aux pays, aux natures mortes et aux ports de plaisance, ainsi que dans celles consacrées aux grands maîtres comme Rubens, Rafael, Bassano, Ribera et Pedro Orrente, chacune avec sa propre pièce. Une autre était dédiée aux éminents Espagnols, où le rêve du chevalier d'Antonio de Pereda était suspendu à côté d'œuvres d'Antolínez et de Carreño.
On ne peut pas non plus tirer de conclusions générales concernant d’autres classes sociales, en l’absence d’études globales. Comme la possession de tableaux fait partie du trousseau domestique, il est souvent exagéré de parler de collection authentique. Les inventaires de Tolède conservés de la seconde moitié du siècle, soit un peu plus de deux cent quatre-vingts, avec 13 555 peintures, peuvent donner des indices sur le genre de peintures conservées dans les maisons : 5 866 (43,92 %) de sujet religieux pour 6 424 sujets profanes (48 % restent non précisé), les pays et sujets allégoriques occupant les premières places. Le pourcentage de peinture religieuse était plus élevé au bas de l'échelle sociale, atteignant 52,83 % entre les artisans et les fonctionnaires, pour seulement 33 % de la peinture profane. À l'extrême opposé, les collections de peintures des chanoines de la cathédrale, avec une moyenne de 62 peintures, comprenaient 59 % de sujets profanes contre 37 % de sujets religieux. La variété, cependant, était énorme et peut être trouvée dans des collections faites exclusivement par des peintures religieuses, comme celle de l'inconnu Antonio González Cardeña, qui avait, à Madrid en 1651, plus de cinquante peintures dont aucune de Jésus ou de la Vierge, mais quatorze de « quelques paysages et apôtres », un Paradis terrestre, onze natures mortes, dont une de Snyders (seul auteur nommé), six toiles d'histoire et de batailles, une marine, six perspectives avec des histoires indéterminées, un nombre indéterminé de « petites fleurs », des « gladiateurs », un autre représentant « une femme nue et un jeune homme jouant de l'orgue », deux de lEnlèvement d'Hélène, un autre de lEnlèvement d'Europe et une de Neptune.

### Les peintres et le contexte social

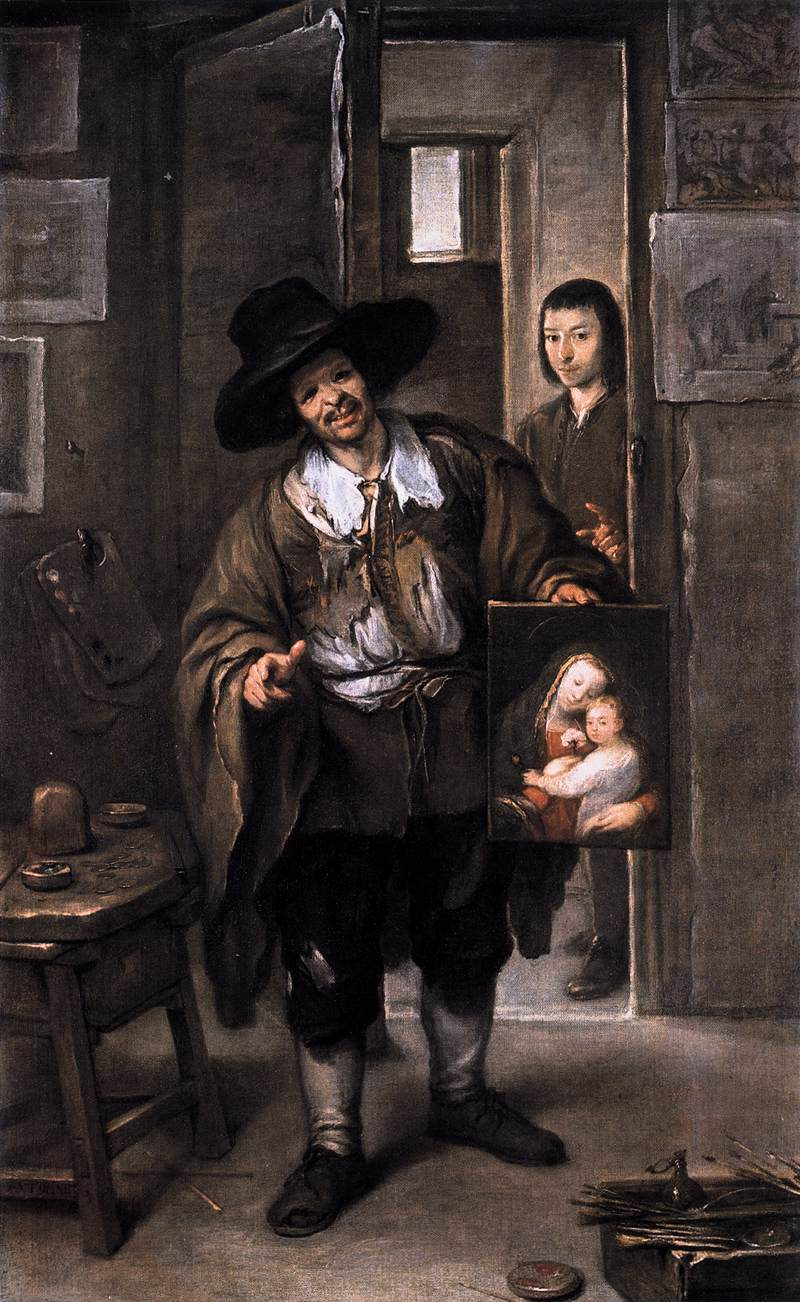
José Claudio Antolinez : Le peintre pauvre, circa 1670, huile sur toile,, Munich, Alte Pinakothek. À côté des grands maîtres, qui obtenaient des commandes de l'Église ou de la cour, une pléiade d'artistes mineurs gagnaient mal leur vie en produisant presque en série des peintures de tout genre, qu'ils vendaient eux-mêmes dans leur boutique ou en de façon ambulante.

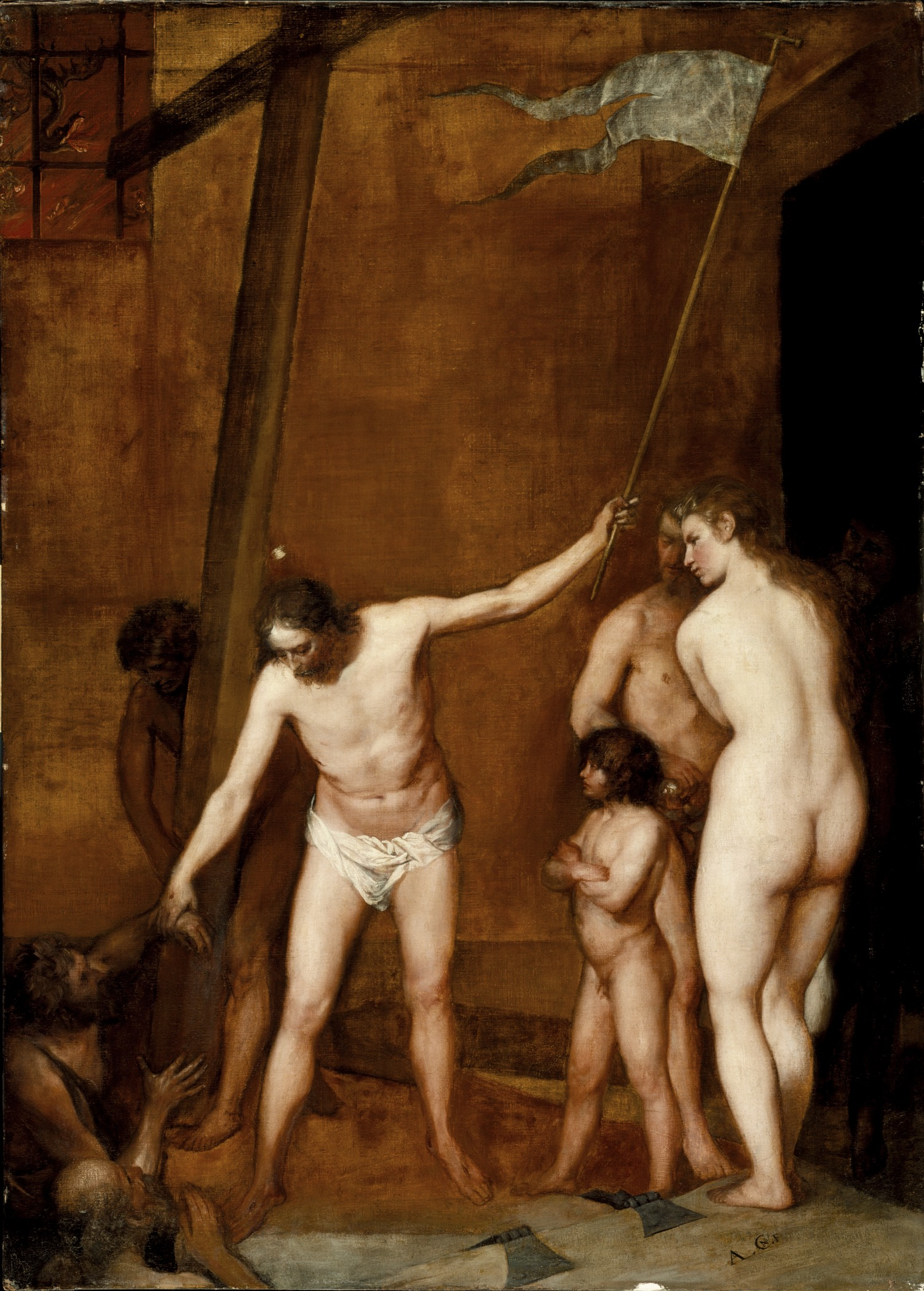
Alonso Cano : Descente dans les Limbes, vers 1646-1652, huile sur toile,. Musée d'Art du comté de Los Angeles. «S'il est évident qu'il a dû étudier un modèle directement de la nature, le sens de la beauté n'a pas manqué, selon la coutume du XVII, à l'artiste qui a fait de cette Ève l'une des figures les plus charmantes de l'art espagnol. Harold Et. Wethey.

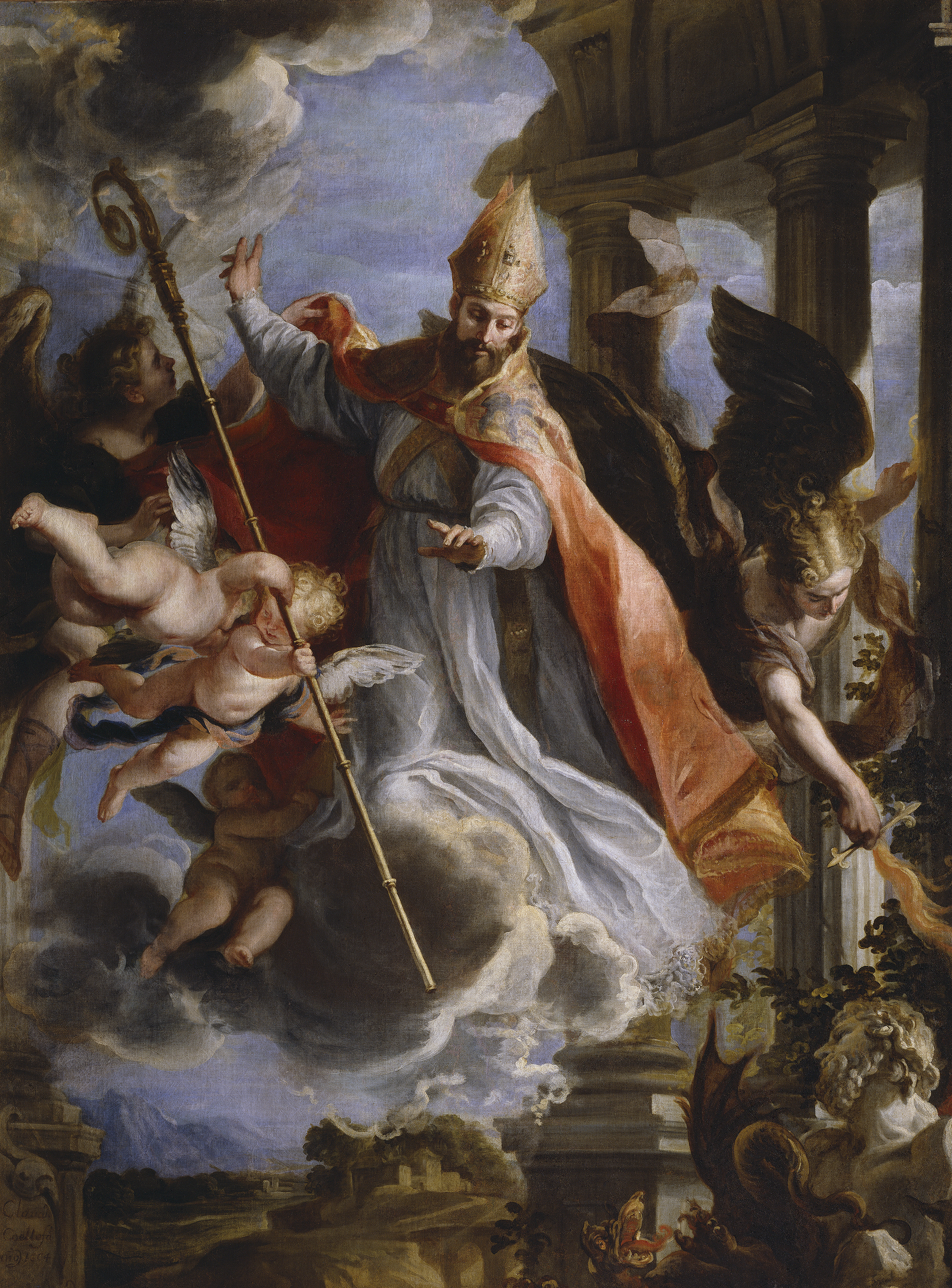
Claudio Coello : Triomphe de Saint Augustin, 1664, huile sur toile,, Musée du Prado ; la peinture religieuse de la période baroque s'est mise au service de l'Église triomphante.

Une autre circonstance à prendre en compte est la faible considération sociale dans laquelle les artistes ont été tenus, la peinture étant considérée comme un métier mécanique et, en tant que tel, soumis aux charges économiques qui pesaient sur les bas métiers et exclu des honneurs qui pesaient sur les postes vils et serviles, préjugés qui ne seraient surmontés qu'au XVIIIe siècle. Tout au long du XVIIe siècle, les peintres ont eu du mal à faire reconnaître leur travail d'art libéral. Les procès pour éviter de payer l'alcabala étaient célèbres. Les efforts de Velázquez pour être admis dans l'ordre de Santiago stipulèrent également cette reconnaissance sociale. De nombreux traités théoriques de cette période, en plus de fournir des informations biographiques sur les artistes, se révélaient être un moyen de pression pour donner une plus grande dignité à la profession. Parmi les auteurs figuraient Francisco Pacheco, Vicente Carducho et l’Aragonais Jusepe Martinez, défenseurs des valeurs formelles et de l’esthétique du classicisme, avec une tendance à un idéalisme plus grand que celui observé dans les œuvres réellement produites, fortement influencée par le naturalisme ténébriste.
Les guildes, parfois dominées par les doreurs, et les ateliers de formation des artistes ont souvent agi dans le sens contraire. C'était aussi contraire à la dignité de la peinture, selon Palomino, la coutume des peintres d'avoir une boutique, comme c'était le cas chez les artisans. L'initiation professionnelle, très précoce, n'a pas favorisé la formation intellectuelle, peu d'artistes présentant une réelle préoccupation culturelle. Parmi les exceptions, Francisco Pacheco, professeur de Velázquez, a toujours cherché à s'entourer d'intellectuels avec lesquels il correspondait. Diego Valentín Díaz de Valladolid possédait également une bibliothèque de 576 volumes (145 pour Velázquez), mais certaines autres bibliothèques étaient franchement modestes et certains ne possédaient pas de livres. Le cas extrême était celui d’Antonio de Pereda qui, selon Palomino, était analphabète bien qu’il aimât lire des livres.
Après le Concile de Trente, l’église a tenté d’imposer des normes morales plus strictes sur les questions de sexualité. Certains traités défendant la chasteté ont réprouvé la peinture de nus, surtout le vaste Primera parte de las excelencias de la virtud de la castidad de Fray José de Jesús María, publiée en 1601. Cherchant à obtenir l'interdiction, la Copia de los pareceres y censuras (...) sobre el abuso de las figuras, y pinturas lascivas y deshonestas; en que se muestra que es pecado mortal pintarlas, esculpirlas, y tenerlas patentes donde sean vistas (« Copie des opinions et des censures (...) sur l'abus des images et des peintures lascives et malhonnêtes ; dans lequel il est démontré que c'est un péché mortel de les peindre, de les sculpter et de les exposer là où ils sont vus ») fut publiée anonymement à Madrid en 1632 ; dans lequel il est démontré qu'il est péché mortel de les peindre, de les sculpter et de les montrer. Certains théologiens consultés, cependant, n'étaient pas aussi intransigeants, se rappelant que les nus étaient également utilisés dans l'Église pour la peinture d'Adam et Eve et d'autres saints et martyrs,. Opposé aussi aux nus en peinture, Fray Juan de Rojas y Auxá fut forcé de reconnaître son abondance dans la collection royale, proposant comme remède de les couvrir de voiles en présence de dames. Ces préjugés devant la nudité ont été transmis aux peintres et influencé leur formation. Ainsi, Francisco Pacheco, qui se proclamait censeur des peintures sacrées dans sa décence et son culte, a conseillé aux peintres qui devaient représenter le nu féminin de reproduire les têtes et les mains des modèles et d’étudier le reste à travers des images et des statues. Cependant, au milieu du siècle, les académies se sont généralisées, encourageant les études sur modèles vivants, toujours masculins. José García Hidalgo (es) a laissé un témoignage graphique d'eux dans ses Principes pour étudier le noble art de la peinture (1693), tout en faisant écho à des préjugés similaires.

## Les genres

### Peinture religieuse
Pour Francisco Pacheco, la fin principale de la peinture était de persuader les hommes d'aller à la piété et de les porter à Dieu. D'où l'aspect réaliste qu'adoptera la peinture religieuse de la première moitié du siècle et l'adoption rapide des courants naturalistes, qui permet aux fidèles de se sentir partie prenante du sujet représenté.
L'endroit privilégié est le grand retable des temples, mais les œuvres dévotives particulières abondent également et les retables mineurs se multiplient, dans les chapelles et les nefs latérales. Comme le retable de L'Escorial (es), divisé en niches et étagés, ce sont généralement des mélanges de peintures et sculptures. Dans la seconde moitié du siècle, et parallèlement à l'apparition des retables géants, il y a une tendance à éliminer les scènes multiples et à donner une attention plus grande à l'œuvre centrale. C’est le moment glorieux de la grande peinture religieuse, avant qu’à la fin du siècle elle soit fréquemment reléguée au grenier, le corps principal du retable étant en bois et sculpté. Dans cette phase de la période baroque, sous l’influence de Luca Giordano, présent en Espagne, des fresques de gloire spectaculaires sont peintes sur les voûtes des églises, des représentations triomphales deviennent courantes (Apothéose de Saint Herménégilde de Francisco de Herrera el Mozo, Saint Augustin de Claudio Coello, tous deux au musée du Prado) dans des compositions dominées par des lignes diagonales et débordant de vitalité.
Les images des saints les plus adorés prolifèrent dans toutes les tailles et les répétitions sont fréquentes dans un atelier. Les saints préférés - en plus des saints récemment canonisés comme sainte Thérèse d'Avila, saint Ignace de Loyola ou saint Isidore - sont liés à certains des aspects dans lesquels la Contre-Réforme est la plus insistante : la pénitence, illustrée par les images de Saint Pierre en larmes, Madeleine, Saint Jérôme et autres saints pénitents. La charité, à travers l'aumône (saint Thomas de Villeneuve) ou l'attention aux malades (saint Jean de Dieu, sainte Élisabeth de Hongrie), accompagnée de quelques martyrs, témoins de la foi.
Le culte de la Vierge Marie, le culte de Saint Joseph (promu par Santa Thérèse) prend de l'ampleur dans la même mesure qu'il est combattu par les Protestants. Le motif iconographique typiquement espagnol sera celui de l'Immaculée, avec le soutien des monarques du pays pour défendre ce dogme non encore défini par le pape. Pour des raisons similaires, l'adoration de l'Eucharistie et les représentations eucharistiques deviennent de plus en plus présentes (Claudio Coello, Adoration de la Forme Sacrée à l'Escorial). Les thèmes évangéliques, très abondants, seront souvent traités avec l'idée de lutter contre l'hérésie protestante : la Cène représente le moment de la consécration eucharistique ; les miracles du Christ feront référence aux œuvres de miséricorde (comme la série de peintures de Murillo pour l’Hôpital de la Charité de Séville). Au contraire, il y a peu de représentations de l'Ancien Testament, étant donné les réserves que sa lecture a été imposée aux catholiques, et les sujets choisis sont à la fois interprétés comme des annonces de la venue du Christ, ou sont des modèles d'elle (donc le Sacrifice d'Isaac, avec un sens analogue à la passion du Christ).

### Les genres profanes
En Espagne d'autres styles se sont développés ; ils sont caractérisés par des particularités propres qui permettent de parler d'une école espagnole : la nature morte « bodegón » et le portrait. La nature morte austère espagnole est différente des somptueuses « tables de cuisine » de la peinture flamande. À l'exemple des œuvres de Juan Sánchez Cotán, le style définit des compositions simples, géométriques, lignes dures et éclairage ténébriste.

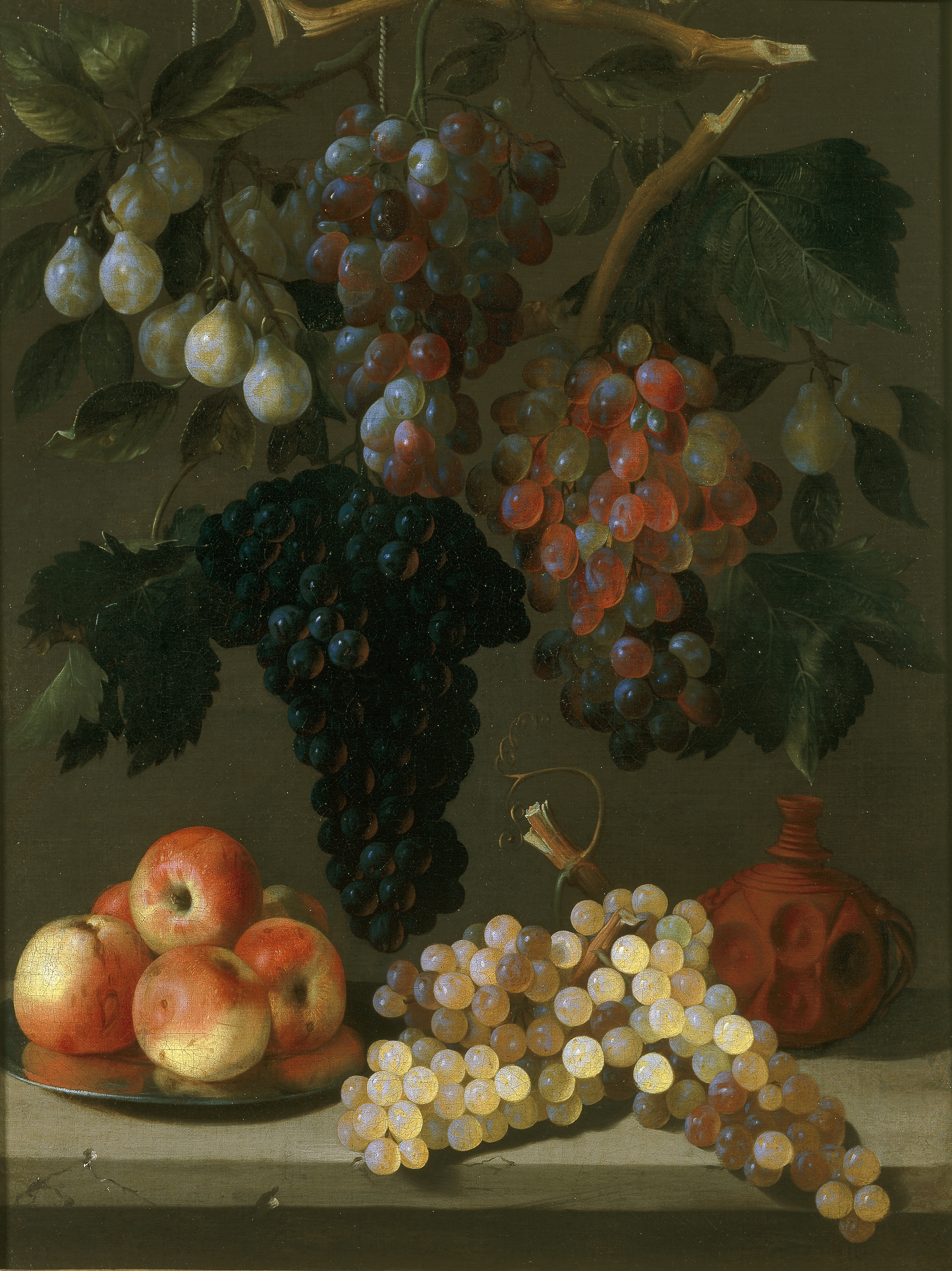
Juan d'Espinosa : Nature morte aux raisins, pommes et prunes, 1630, huile sur toile,, musée du Prado ; exemple de bodegón typique espagnol de la première moitié du siècle.

Il a obtenu un tel succès que beaucoup d'artistes l'ont suivi : Felipe Ramírez, Alejandro de Loarte, le peintre de la cour Juan van der Hamen, Juan Fernández el Labrador (le laboureur), Juan de Espinosa, Francisco Barrière, Antonio Ponce, Francisco Palacios, Francisco de Burgos Mantilla et d'autres. L'école sévillane a aussi contribué à définir les caractéristiques du bodegón espagnol, avec Velázquez et Zurbarán à la tête. Cette nature morte caractéristique espagnole, non sans influences italiennes et flamandes, a vu transformé son caractère à partir de la moitié du siècle, lorsque l'influence flamande a fait que les représentations sont plus somptueuses et complexes, jusqu'à être théâtrale, avec des contenus allégoriques. Les tableaux floraux de Juan de Arellano ou les vanités d'Antonio de Pereda ou Valdés Leal sont le résultat de cette influence étrangère sur ce qui était alors un genre marqué par la sobriété.
Au contraire, la peinture des mœurs ou de genre, que les portraitistes considéraient comme de la nature morte, distincte toutefois de la peinture de fleurs et de fruits, malgré l'attention que Velázquez lui consacrait, n'avait guère d'amateurs. Dévalorisé par Carducho, on ne peut citer qu’une des œuvres de Loarte, mais aussi l’ensemble des toiles qui ont été attribuées à Puga, jusqu’à la moitié du siècle et au marché nordique de Murillo, ce genre reprend en image la vie des rues dans ses scènes d'enfants mendiants et oursins.
En ce qui concerne le portrait, un style de représentation de l’école espagnole s'est consolidée, loin de la pompe des cours royales du reste de l’Europe et dans cette singularisation, la figure du Greco sera décisive. Le portrait espagnol prend ses racines dans l'école italienne (Titien) et dans la peinture hispanico-flamande d'Antonio Moro et Sánchez Coello. Les compositions sont simples, avec peu d'ornements, transmettant l'intense humanité et la dignité du sujet. Celui-ci, à la différence de ce qui s'est généralisé pendant la Contre-Réforme n'est pas forcément quelqu'un d'important puisqu'on trouve autant un roi qu'un enfant mendiant. Par exemple, il y a le célèbre Le pied bot, appelé aussi El patizambo que José de Ribera a peint en 1642. Il se distingue des portraits d’autres écoles par cette austérité, la saisie de l’âme du représenté, un certain scepticisme et un fatalisme devant la vie, le tout dans un style naturaliste pour saisir les traits du modèle, paradoxalement loin du classicisme que les théoriciens ont généralement défendu. Dans la droite ligne de la Contre-Réforme, le réel prédomine sur l'idéal. Le portrait espagnol, ainsi consolidé au XVIIe siècle avec les magnifiques exemples de Velázquez, mais aussi avec les portraits de Ribera, Juan Ribalta ou Zurbarán, conserva ces caractéristiques jusqu'au travail de Goya.

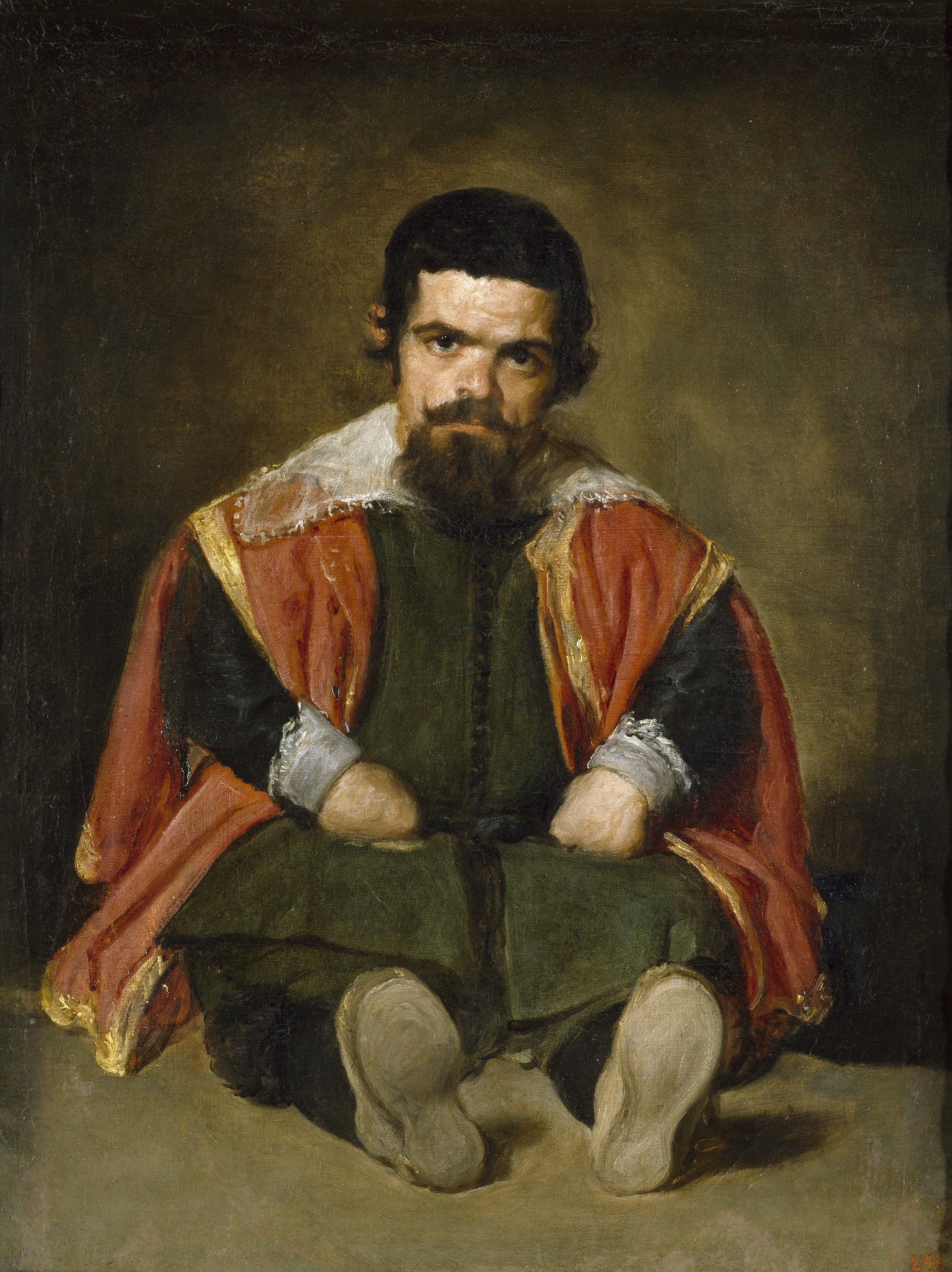
Diego Vélasquez : El bufón el Primo, 1645, huile sur toile,. Musée du Prado ; portrait espagnol du XVII, réaliste, austère, sans ornementation.

Les thèmes historiques et mythologiques sont représentés à moindre échelle, par quelques œuvres signalées dans les collections privées. En tout état de cause, par rapport au XVIe siècle, on observe une augmentation notable du nombre des peintures mythologiques, qui ne sont pas exclusivement destinées aux résidences royales et qui constituent une toile indépendante qui, logiquement, est accessible à un public plus large et permet une plus grande variété iconographique. Le paysage, qui était aussi connu comme peinture « de pays », à l'instar de la nature morte, était considéré comme un genre mineur par les écrivains, qui plaçaient la représentation de la figure humaine au sommet de la figuration artistique. Dans ses Dialogues sur la peinture, Carducho considérait que les paysages seraient tout au plus appropriés pour une maison de campagne ou un lieu de retraite, mais qu'ils auraient toujours plus de valeur s'ils étaient enrichis d'une histoire sacrée ou profane. Les mots de Pacheco sont de même teneur dans son Art de la peinture, en parlant des paysages réalisés par des artistes étrangers (Bril, Muziano et Cesare Arbasia, qui aurait enseigné à l'Espagnol Antonio Mohedano) admettent qu'« ils font partie de la peinture, cela ne devrait pas être méprisé », mais conformément à la tradition, on constate qu’il s’agit de questions « de peu de gloire et d’estime parmi les anciens ». Les inventaires post-mortem révèlent cependant qu'il s'agissait d'un genre très prisé par les collectionneurs. Bien qu'il soit rare que les noms des auteurs soient donnés, il est impossible de savoir combien ont été produits par des artistes espagnols et combien ont été importés. Contrairement à ce qui se passe par exemple avec la peinture néerlandaise, il n’existait pas en Espagne de véritables spécialistes du genre, à l’exception peut-être du Guipuzcoan en activité à Séville et du collaborateur de Murillo, Ignacio de Iriarte, bien que certains peintres tels que Francisco Collantes et Benito Manuel Agüero à Madrid soient connus pour leurs paysages avec ou sans figures, un genre dans lequel les sources mentionnent aussi avec louanges le Cordouan Antonio del Castillo.

## Écoles
Pendant la première moitié du siècle les plus importants centres de production sont localisés à Madrid, Tolède, Séville et Valence. Mais bien qu'il soit habituel de classer les peintres en relation avec le lieu où ils ont travaillé, ceci n'explique pas les grandes différences entre les peintres ni l'évolution de la peinture baroque en Espagne. Dans la deuxième moitié de siècle, Tolède et Valence déclinent en importance, au profit de Madrid et Séville principalement bien qu'il ne cessa jamais d'y avoir des peintres de certain renom répartis sur tout le territoire espagnol.

## Première moitié du XVII

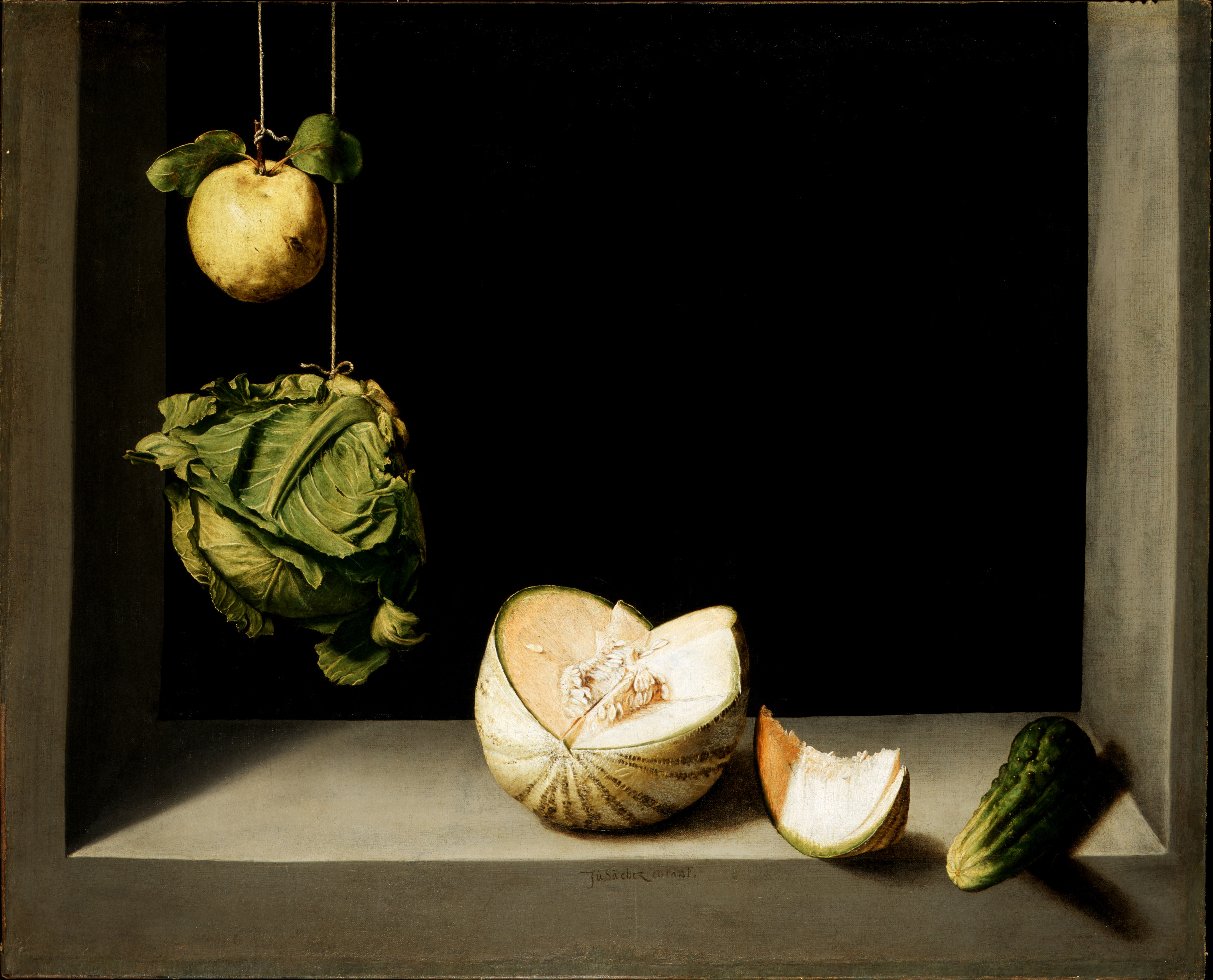
Sánchez Cotán : Nature morte avec coing, chou, melon et concombre, 1602, Huile sur toile,, San Diego Museum of Art, San Diego (Californie).

## Première moitié duXVIIesiècle

### L'École madrilène
Au début du siècle, une série de peintres directement liés aux artistes italiens venus travailler au monastère d'El Escorial œuvraient à Madrid et à Tolède ; Eugenio Cajés (1575-1634) et Vicente Carducho (1576/1578 - 1638) en sont des exemples paradigmatiques. Juan Sánchez Cotán et Francisco Ribalta ont également été formés à l'école de l'Escorial. Influencés par la présence à Madrid d'Orazio Borgianni et par les peintures de Carlo Saraceni acquises pour la cathédrale de Tolède par le cardinal Bernardo de Sandoval y Rojas, collectionneur chevronné et attentif aux nouveautés italiennes, ils traitèrent des thèmes religieux avec plus de réalisme que dans le passé. peinture immédiatement précédente, mais sans encourir cette perte de décor qui fut tant reproché au Caravage à Rome. On se souvient dans cet ordre Juan van der Hamen (1596-1631), qui peignit des natures mortes ainsi que des portraits et des scènes religieuses, Pedro Núñez del Valle, surnommé l'"Académicien romain", influencé à la fois par le classicisme bolognais de Guido Reni et par le caravagisme et qui peignaient des paysages en plus de la peinture religieuse, ainsi que Juan Bautista Maíno (1578-1649), qui se rendit également en Italie où il rencontra et fut influencé par le travail du Caravage et Annibale Carracci, et qu'il a fait des œuvres de couleurs claires et de figures sculpturales.

### L'École tolèdane
À Tolède s'est créée une école picturale dans laquelle se distingue Juan Sánchez Cotán (1560? - 1627), peintre éclectique et varié dont les natures mortes sont particulièrement appréciées. Dans cette Espagne de début du siècle, les natures mortes consacrées aux fruits et aux légumes ont atteint leur apogée. Sánchez Cotán, qui ne connaissait pas le travail du Caravage, comme Juan van der Hamen, développe un style proche de celui des peintres hollandais et des peintres ou des flamencos comme Osias Beert et Clara Peeters, et des Italiens comme Fede Galizia contemporains et également intéressés par l’illumination ténébriste, loin des natures mortes les plus compliquées d’autres maîtres flamands. La composition des natures mortes de Cotán est simple : quelques pièces disposées géométriquement dans l’espace. Pour expliquer ces natures mortes, des interprétations mystiques ont été données et il a été dit que la disposition de leurs éléments pourrait être liée aux proportions et à l'harmonie, telles que les comprenait le néoplatonisme. Il convient toutefois de noter que les auteurs contemporains n’ont jamais trouvé d’explications à ces caractéristiques, se limitant à évaluer l’exactitude de l’imitation de la nature,. Dans sa Nature morte avec des fruits (Nature morte avec coing, chou, melon et concombre) de la galerie des beaux-arts de San Diego, on peut apprécier la simplicité de ce type de représentation : quatre fruits placés dans un cadre géométrique, à la limite inférieure et à la fin gauche, laissant le centre et la moitié droite de la peinture dans un noir intense, dans lequel chacun des éléments peut être vu en détail. Il est frappant de constater le cadre architectural dans lequel il encadre ses fruits et ses pièces de gibier ; cela peut faire allusion aux armoires typiques de l'Espagne à l'époque, mais il sert également, sans aucun doute, à renforcer l'illusion de perspective.
Luis Tristán et Pedro Orrente ont également été des artistes de premier plan à Tolède. Tristán a été disciple du Greco, et a étudié en Italie entre 1606 et 1611. Il développa un ténébrisme de facture personnelle et éclectique, comme en témoigne le retable principal de l'église de Yepes (1616). Orrente a résidé également en Italie entre 1604 et 1612, ety a travaillé dans l'atelier des Bassano à Venise. Son travail, réalisé entre Murcie, Tolède et Valence, portait sur des thèmes bibliques, avec un traitement très réaliste des figures, des animaux et des objets, comme le démontre le Saint-Sébastien dans la cathédrale de Valence (1616) et l'Apparition de Sainte Léocadie de la cathédrale de Tolède (1617).

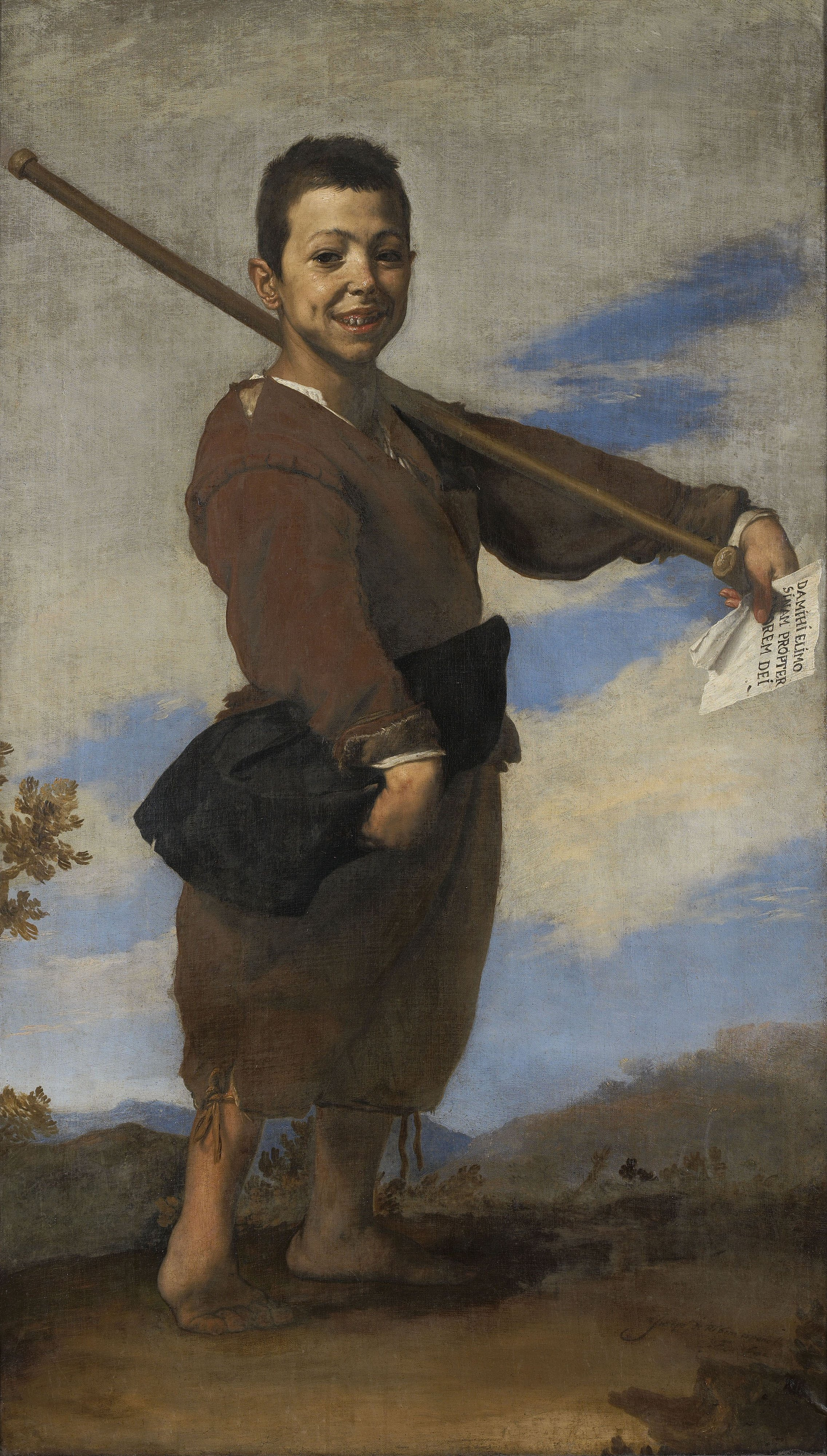
José de Ribera : Le pied-bot, 1642, huile sur toile,, Musée du Louvre.

### L'École valencienne
Les ténébristes Francisco Ribalta (1565-1628) et José de Ribera (1591-1652) sont intégrés dans l’école dite de Valence. Ribalta travaille au début du siècle, il est à Valence depuis 1599. Il a survécu à une peinture religieuse héritière de Juan de Juanes. Le style de Ribalta, formé dans le naturalisme de l'Escorial, était mieux adapté aux principes de contre-réforme. Ses scènes sont de composition simple, centrées sur des personnages d'émotion contenue. Parmi ses œuvres figurent les Crucifications de Saint Bernard et Saint François réconfortés par un ange du musée du Prado, ou la Sainte Cène de Collège du patriarche et le retable de Porta Coeli (musée de Valence), où il a pu voir la représentation de Saint Bruno. Parmi ses disciples, il y avait son fils Juan Ribalta, un artiste extrêmement doué, dont la carrière abrégée par une mort prématurée, qui a su combiner les leçons paternelles à l'influence de Pedro de Orrente et de Jerónimo Jacinto Espinosa, qui a continué avec le naturalisme ténébriste jusqu'à très tard, quand le reste de l'Espagne était complètement baroque. Ses œuvres sont caractérisées par un clair-obscur intense, comme dans Le miracle du Christ de la délivrance (El milagro del Cristo del Rescate) (1623), La Mort de Saint Louis Beltrán (1653), L'Apparition du Christ à Saint Ignace (1658), etc.
Bien que son origine soit mentionnée dans cette école, le fait est que José de Ribera a toujours travaillé en Italie, où il était déjà en 1611, avant d’avoir atteint l’âge de vingt ans, n’ayant aucune influence sur Valence. Il est entré en contact, à Rome, avec les milieux caravagistes, en adoptant le naturalisme ténébriste. Ses modèles étaient des gens simples, qu'il représentait caractérisés comme des apôtres ou des philosophes avec un grand naturel, en reproduisant gestes, expressions et rides. Établi à Naples, et après une rencontre avec Velázquez, ses clairs-obscurs se sont radoucis, par l'influence du classicisme vénitien. Parmi ses œuvres les plus célèbres figurent La Madeleine pénitente du musée du Prado, qui fait partie d’une série de saints pénitents, Le Martyre de Saint Philippe, Le Songe de Jacob, Saint André, La Très Sainte Trinité, L'immaculée conception (Agustinas de Monterrey, Salamanque) et la série de chefs-d'œuvre qu'il a peints à la fin de sa carrière pour la chartreuse Saint-Martin à Naples, notamment la Communion des Apôtres ; il a également peint deux paysages purs et lumineux (collection des ducs d'Albe au palais de Monterrey) et des thèmes mythologiques, dont certains commandés par les vice-rois espagnols à Naples : Apollon et Marsyas, Vénus et Adonis, Theoxenia ou La visite des dieux aux hommes, Silène ivre, en plus de portraits comme celui de Don Juan José d'Autriche ou celui du Pied-bot susmentionné, qui, comme celui de la Femme à barbe peinte pour le IIIe duc de Alcalá, répond au goût du temps pour les curiosités.

### L'École andalouse

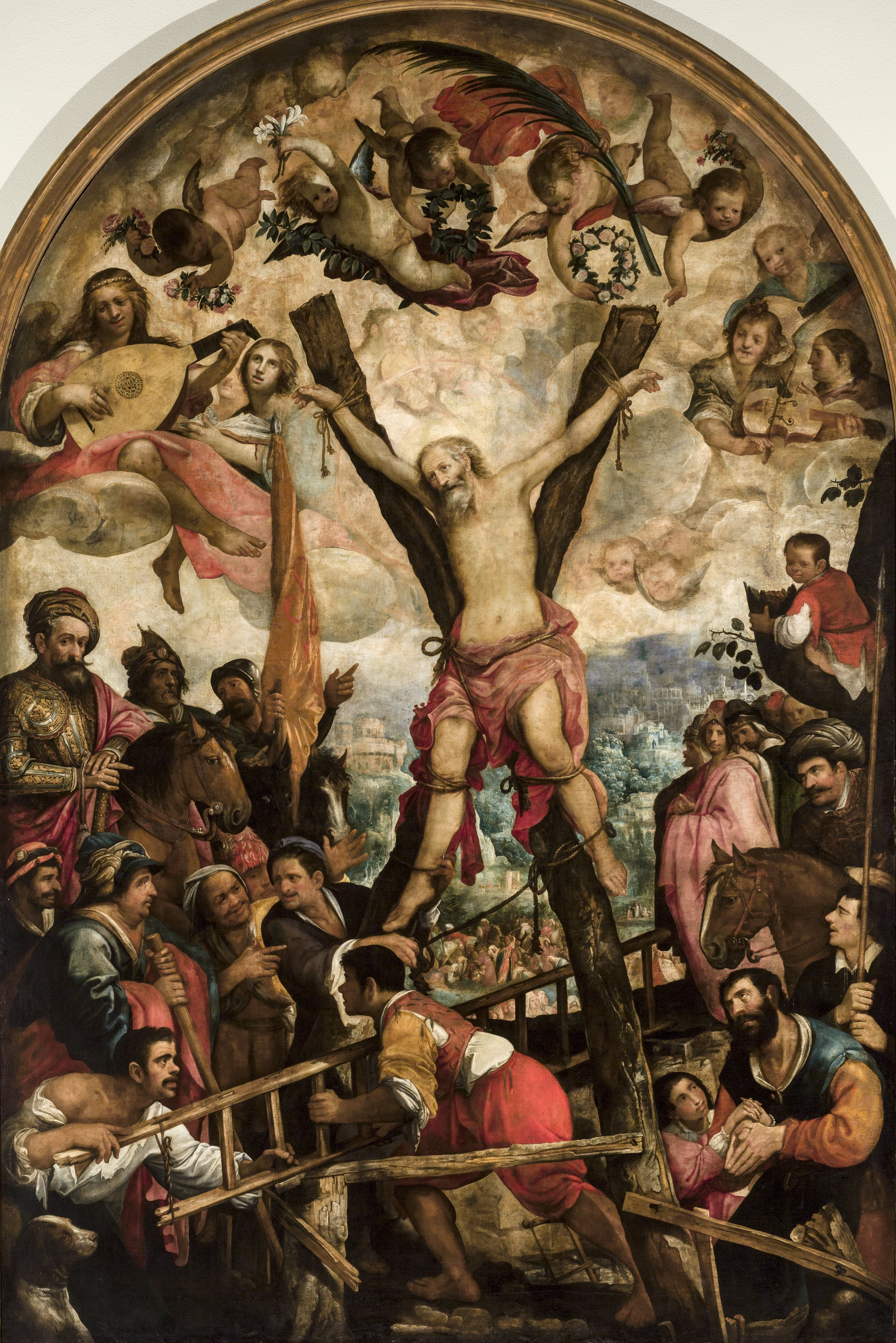
Juan de Roelas : Martyre de Saint André, 1609-1613, Musée de Beaux-Arts de Séville.

Au début du siècle, à Séville, une peinture traditionnelle aux influences flamandes dominaient encore. Son meilleur représentant était le maniériste Francisco Pacheco (beau-père et maître de Velázquez) (1564-1654), peintre et érudit, auteur du traité intitulé L'Art de la Peinture publié après sa mort. Le prêtre Juan de Roelas (1570-1625) aurait introduit le colorisme vénitien à Séville. Il est considéré comme le véritable ancêtre du style baroque en Basse-Andalousie. Ses œuvres ne sont pas ténébristes, mais attirées par le baroque lumineux et coloriste qui a son précédent dans la peinture maniériste italienne. Parmi ses œuvres, on peut citer le Martyre de Saint André (musée de Séville). Cette première génération de peintres sévillans comprend Francisco Herrera le Vieux (1590 - 1656), maître de son fils, Herrera le Mozo. Herrera sera un des peintres de la transition du maniérisme au baroque et promoteur de ce dernier. Le pinceau rapide et le réalisme brut du style baroque sont déjà très manifestes dans son œuvre.
Dans cet environnement riche de Séville, alors en plein essor économique grâce au commerce avec l'Amérique, ont émergé Zurbarán, Alonso Cano et Velázquez. L'Estrémègne Francisco de Zurbarán (1598 - 1664) est le peintre le plus représentatif de la peinture religieuse, celui dont on disait qu'il était le « peintre de moines ». Cependant, ses natures mortes sont également remarquables, bien qu’il n’ait jamais été connu à son époque pour ce genre, de nombreuses œuvres ont survécu caê il s’y est consacré de manière purement circonstancielle. Son style est ténébriste, de composition simple, et en veillant toujours à représenter de façon réaliste des objets et des personnes. Il réalise diverses séries de peintures de moines de divers mandats, aussi bien que les chartreux de Séville ou les Hiéronymites de la Sacristie du Monastère de la Guadeloupe, pour ses œuvres les plus connues : Frère Gonzalo de Illescas, Frère Pedro Machado, Immaculée, La Messe du Père Cabañuelas, La Vision du père Salmerón, Saint Hugues au réfectoire des Chartreux, Sainte Catalina, Tentation de saint Jérôme.
De son côté, son contemporain Alonso Cano (1601-1667) est considéré comme le fondateur de l'École baroque de Grenade. Initialement ténébriste, il changea de style lorsqu'il découvrit la peinture vénitienne dans les collections royales lorsqu'il fut nommé peintre de chambre par le comte-duc d'Olivares. Alonso Cano, compagnon et ami de Velázquez dans l'atelier de son maître, Francisco Pacheco, a adopté des formes classiques idéalisées, fuyant le réalisme brutal des autres contemporains. Parmi ses chefs-d'œuvre figurent les toiles sur la « Vie de la Vierge », dans la Cathédrale de Grenade.

### Velázquez
La figure de Diego Velázquez, l'un des génies de la peinture universelle, se distingue au cours de ce siècle. Né à Séville en 1599 et mort à Madrid en 1660, il est considéré comme l'unique maitre de la lumière et des ténèbres. Il est le principal portraitiste et consacre son art non seulement aux rois et à leurs familles, mais également à des personnalités mineures telles que les bouffons de cour, qui sont d'une grande dignité et d'un sérieux respectueux. À son époque, il était considéré comme le meilleur portraitiste, même par ceux de ses contemporains comme Vincenzo Carducci (Vicente Carducho) qui, empreint de classicisme, critiquaient son naturalisme ou considéraient comme mineur un genre comme celui-ci.

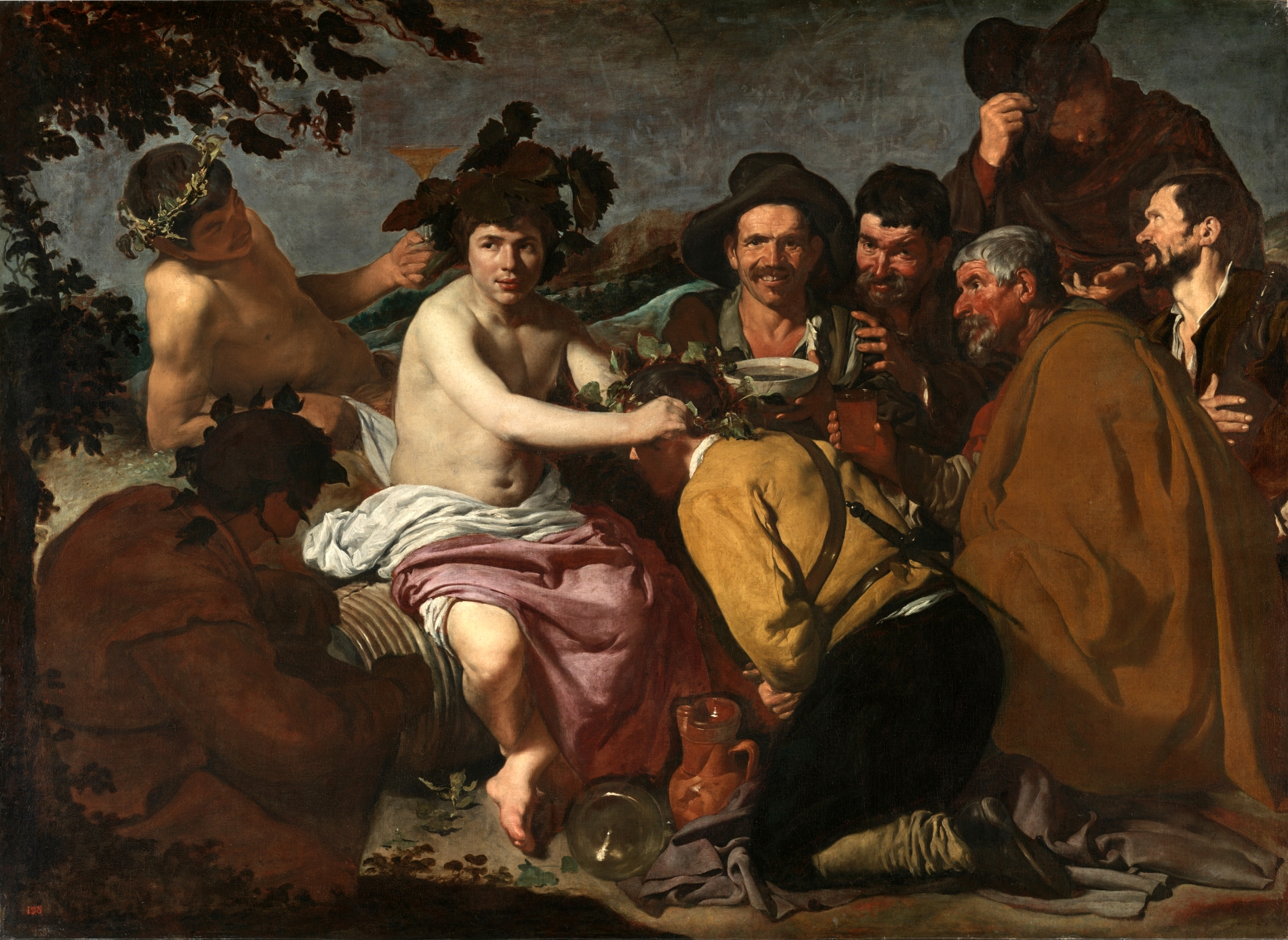
Diego Velázquez : Le Triomphe de Bacchus, 1628-1629, huile sur toile,, musée du Prado.

Dans sa première époque sévillane, Velázquez peint des scènes de genre que Francisco Pacheco et Antonio Palomino ont dénommé « bodegones » (natures mortes), qui ne sont pas de simples images de fleurs et de fruits, mais de la même trempe que les scènes de cuisine peintes par Aertsen et Beuckelaer (des Provinces du sud des Pays-Bas, alors sous domination des Autrichiens, entretenant des relations commerciales très intenses entre Flandre et Séville,) donnent à Velázquez sa première renommée. Elles entraient dans cette catégorie, parmi d’autres peintures, dont plusieurs se trouvent dans des musées en dehors d’Espagne, ce qui révèle à quel point ces compositions étaient attrayantes pour les amateurs européens : déjeuner (1617, musée de l’Ermitage), Vieille faisant frire des œufs (1618), Galerie nationale d'Écosse), le Christ chez Marta et María (1618, Galerie nationale de Londres) et Le Porteur d'eau de Séville (1620, Apsley House). Ce sont des scènes qui ont des détails de la nature morte typique avec des pots en céramique, des poissons, des œufs, etc. Ces scènes sont représentées avec un grand réalisme, dans un environnement nettement ténébriste et avec une palette de couleurs très réduite.
Velázquez ne s'est pas concentré uniquement sur la peinture religieuse ou les portraits de cour, mais abordait aussi plus ou moins d'autres thèmes, tels que les thèmes historiques (La reddition de Breda) ou mythologiques (Le Triomphe de Bacchus, La Forge de Vulcain, Les Fileuses). Dans son catalogue figurent également des natures mortes et des paysages, et même l’un des rares nus féminins de la peinture espagnole classique: la Vénus à son miroir.
Il est sous l'influence du ténébrisme caravagiste, mais aussi plus tard celle de Rubens, et ces divers courants se sont réunis dans son travail réaliste, qui a su traiter avec une grande maîtrise l'atmosphère, la lumière et l'espace pictural. Pour cette raison, il est considéré comme une figure qui se situe entre le ténébrisme de la première moitié du siècle et le baroque mature de la seconde. Il se distingue avant tout par la création d'un effet de profondeur si réaliste qu'il semble y avoir une atmosphère de poussière en suspension. Il a maitrisé la perspective aérienne de manière absolue et insurmontable, comme en témoignent ses Ménines.
Son beau-fils Juan Bautista Martínez del Mazo (1605-1667) et son assistant, puis peintre indépendant Juan de Pareja (1610-1670), sont liés au travail de Velázquez.

## Deuxième moitié duXVIIesiècle
Au moment où l'époque n'est plus dominée par le caravagisme, l'influence du baroque rubensien et du baroque italien se fait sentir. Ce ne sont plus des peintures avec de profonds contrastes de lumière et d’ombres, mais un chromatisme intense qui rappelle l’École vénitienne. Il y a une théâtralité typique du baroque mature, qui a une logique étant donné qu'elle est utilisée pour exprimer, d'une part, le triomphe de l'Église de la Contre-Réforme, mais aussi, en même temps, une sorte de rideau ou d'appareil théâtral qui tente de cacher la décadence inexorable de l'Empire espagnol. Il incorpore également la fresque décorative de grands murs et voûtes, avec des effets scéniques et en trompe-l'œil. En ce qui concerne cet environnement de décadence, certains thèmes tels que la vanité se multiplient, pour souligner le caractère éphémère des choses de la terre, et que contrairement à la vanité néerlandaise, qui doit renforcer l'aspect religieux de ce sujet, elle incluait auparavant des références surnaturelles. très explicite.

### L'École madrilène
Parmi les figures qui représentent le mieux la transition du ténébrisme vers la baroque classique se trouvent fray Juan Andres Ricci (1600-1681) et Francisco d'Herrera le Mozo (1627-1685), fils d'Herrera le Vieux. Herrera el Mozo partit étudier très tôt en Italie et à son retour en 1654, il diffusa le grand baroque décoratif italien, comme on peut le voir dans son Saint Herménégilde du Musée du Prado. Il est devenu le co-président de l'Académie de Séville, présidée par Murillo, mais a principalement travaillé à Madrid.

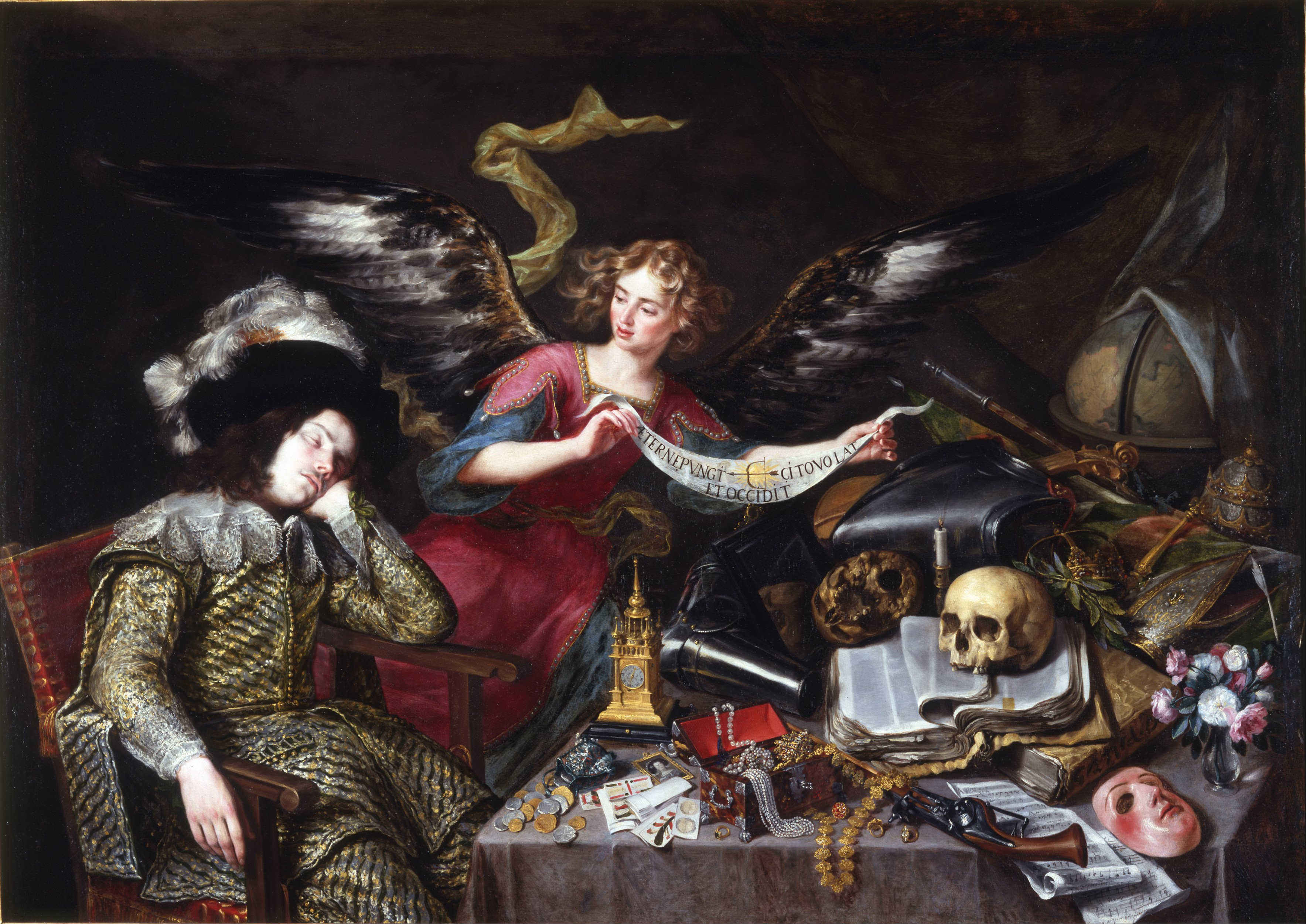
Antonio de Pereda : Le Rêve du cavalier, 1655, huile sur toile,, Académie royale de Beaux-Arts de San Fernando.

Antonio de Pereda de Valladolid (1611-1678), s'est consacré principalement à la peinture religieuse pour églises et couvents à Madrid, et a peint une vanité dans laquelle il faisait référence à la fugacité des plaisirs terrestres et qui donnait le ton qui dominait dans ce sous-genre Nature morte au milieu du siècle. Parmi ceux-ci, le célèbre Le rêve du cavalier (es) (Académie royale des beaux-arts Saint-Ferdinand), dans lequel, avec le cavalier endormi, se trouve tout un répertoire de vanités de ce monde : symboles du pouvoir (le globe, des couronnes) et des objets précieux (bijoux, argent, livres), à côté de crânes, de fleurs qui se fanent et de la bougie à moitié usée qui nous rappelle que les choses humaines sont brèves. Et si cela n'était pas suffisamment explicite, un ange passe près du chevalier avec un ruban dans lequel, à la charade, un soleil est tiré à travers un arc et des flèches avec l’inscription suivante : « Æterne pungit, cito volat et occidit » c’est-à-dire que « [le temps] fait toujours mal, vole vite et tue », ce qui dans son ensemble pourrait être interprété comme un avertissement : « La renommée des grandes actions disparaîtra comme un rêve ». Au musée d'Histoire de l'art de Vienne, son allégorie de la vanité de la vie met en vedette une figure ailée autour de laquelle sont répétés les mêmes thèmes : le globe terrestre, de nombreux crânes, une horloge, de l'argent, etc. En d’autres occasions cependant (Vanités du musée de Saragosse), elle se limitera à quelques éléments essentiels : crânes et horloge, plus adaptés à leur style personnel, peu à des compositions complexes.

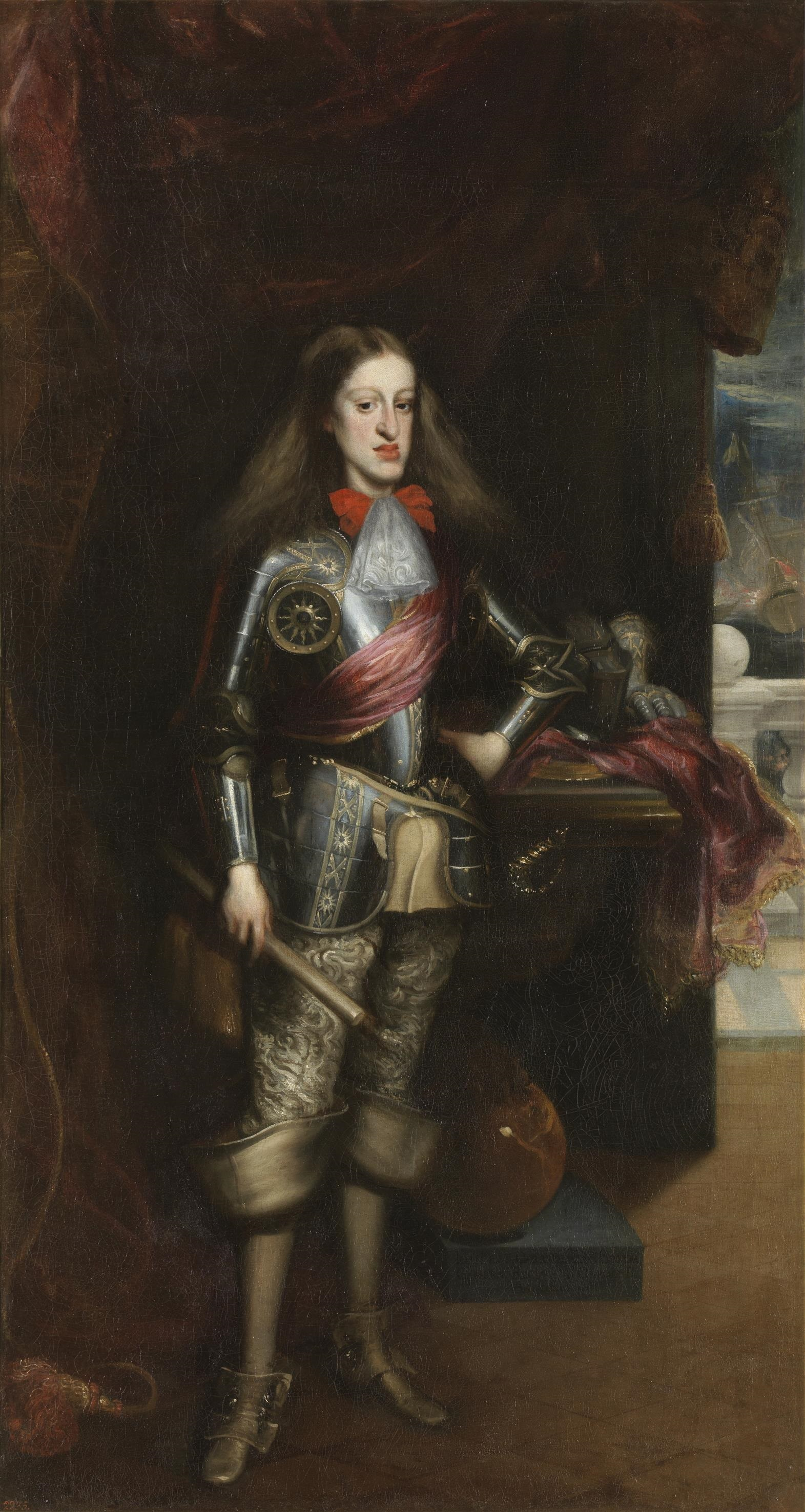
Juan Carreño de Miranda : Le Roi Carlos II, en armure, 1681, huile sur toile,. Musée du Prado.

Le baroque classique est représenté par Francisco Rizi (1614-1685), frère de Juan Ricci ainsi que par Juan Carreño de Miranda (1614-1685). Carreño de Miranda est considéré comme le deuxième meilleur portraitiste de son temps, derrière Velázquez ; ses portraits de Charles II et de la Reine douairière, Marie-Anne d’Autriche, sont bien connus. Parmi ses disciples, se distingue Mateo Cerezo (1637-1666), admirateur de Titien et Van Dyck. José Antolínez, disciple de Francisco Rizi, est un autre artiste remarquable, bien qu’il relaie une forte influence vénitienne et flamande. Auteur d'œuvres religieuses et de genre, où se distinguent ses œuvres immaculées, de l'influence de Velazquez sur l'intensité chromatique, avec une prépondérance des tons argentés. Sebastián Herrera Barnuevo, disciple d'Alonso Cano, était un architecte, peintre et sculpteur, se démarquant dans le portrait, avec un style influencé par l'école vénitienne, notamment le Tintoret et Véronèse.
La dernière grande figure du baroque madrilène, c'est Claudio Coello (1642-1693), peintre de la cour. Cependant, ses meilleures œuvres ne sont pas les portraits mais les peintures religieuses, dans lesquelles il associe un dessin et une perspective à la Velazquez à un appareil théâtral rappelant celui de Rubens : l'Adoration de la Forme Sacrée et le triomphe de saint Augustin.

### L'École andalouse

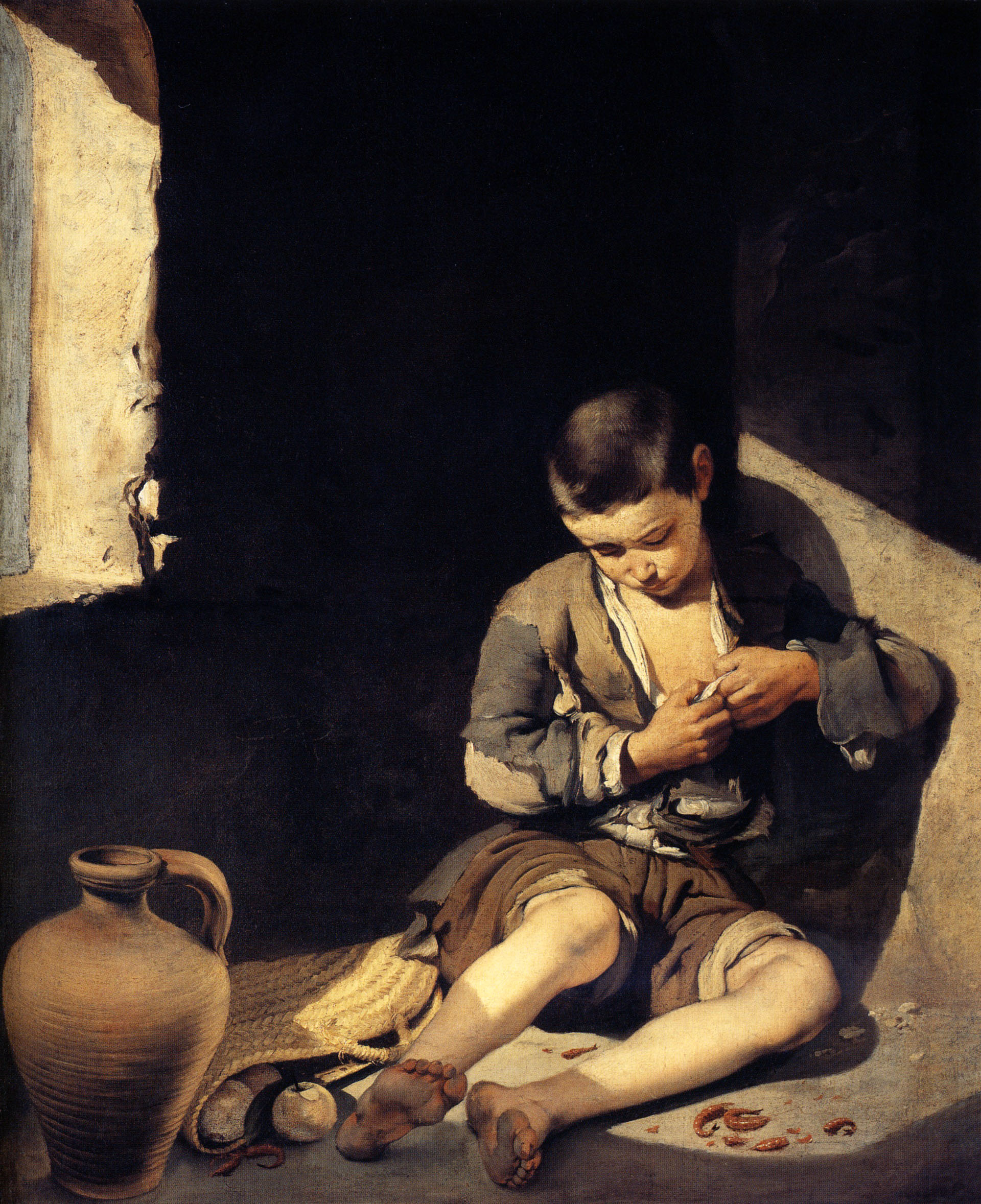
Bartolomé Esteban Murillo : Le Mendiant ou le Jeune mendiant, 1650, huile sur toile,, musée du Louvre.

Une troisième période au sein de l'école andalouse, notamment de Séville, est représentée par Murillo et Valdés Leal, fondateurs en 1660 d'une académie qu'ont rejointe une pléiade de peintres. On se souvient de Bartolomé Esteban Murillo (1618-1682) au XIXe siècle, en particulier pour ses représentations immaculées, douces et sentimentales de l'Enfant Jésus, mais dans l'Europe de son temps, il était très populaire en tant que peintre de scènes de genre avec des enfants de rue qui vivent leur pauvreté dans la dignité (enfants mangeant des fruits, enfants regardant par la fenêtre). Son travail présente une évolution, de moins en moins ténébriste. La célèbre Sainte Famille du petit oiseau (Sagrada Familia del Pajarito) et le cycle du couvent Saint-François de Séville appartiennent à sa première époque. Plus tard, sa technique a été allégée, enrichissant la couleur et adoptant un trait plus souple. Murillo a cherché à représenter des images de goût bourgeois, doux, sans violence ni drame et évitant à tout moment les aspects désagréables de la vie. Au sein de l'œuvre religieuse de Murillo, il convient également de mentionner: l'Enfant Jésus de l'Agneau, Le Bon Berger, Le Martyre de Saint André (es), Rebecca et Éliézer (es), l'Annonciation, Saintes Juste et Rufine (es) et les différentes versions de l'Immaculée Conception, tableau pour qui a créé un modèle iconographique qui a continué à être imité à Séville pendant un siècle, en plus des points moyens exceptionnels peints pour l’église sévillane de Santa María la Blanca, avec Le Songe du patricien (es). Il a réalisé également des portraits au style élégant à la Van Dyck.
De son côté, le Cordouan Juan de Valdés Leal (1622-1690) est surtout connu pour ses deux peintures appelées Postrimerías (suites) peintes de l'Hôpital de la Charité de Séville, grandes compositions dans lesquelles le triomphe de la mort est représenté (allégoriquement par des squelettes et crânes) sur les vanités du monde (symbolisées par des armures et des livres). Il trouverait son parallélisme dans la littérature ascétique de l'époque et même dans les thèmes médiévaux qui traitent du pouvoir égalisateur de la mort, puisque la mort ne fait pas de distinction entre les États, comme dans les danses macabres. Son style est dynamique et violent, net, avec la couleur qui prédomine sur le dessin.

## LeXVIIIesiècle

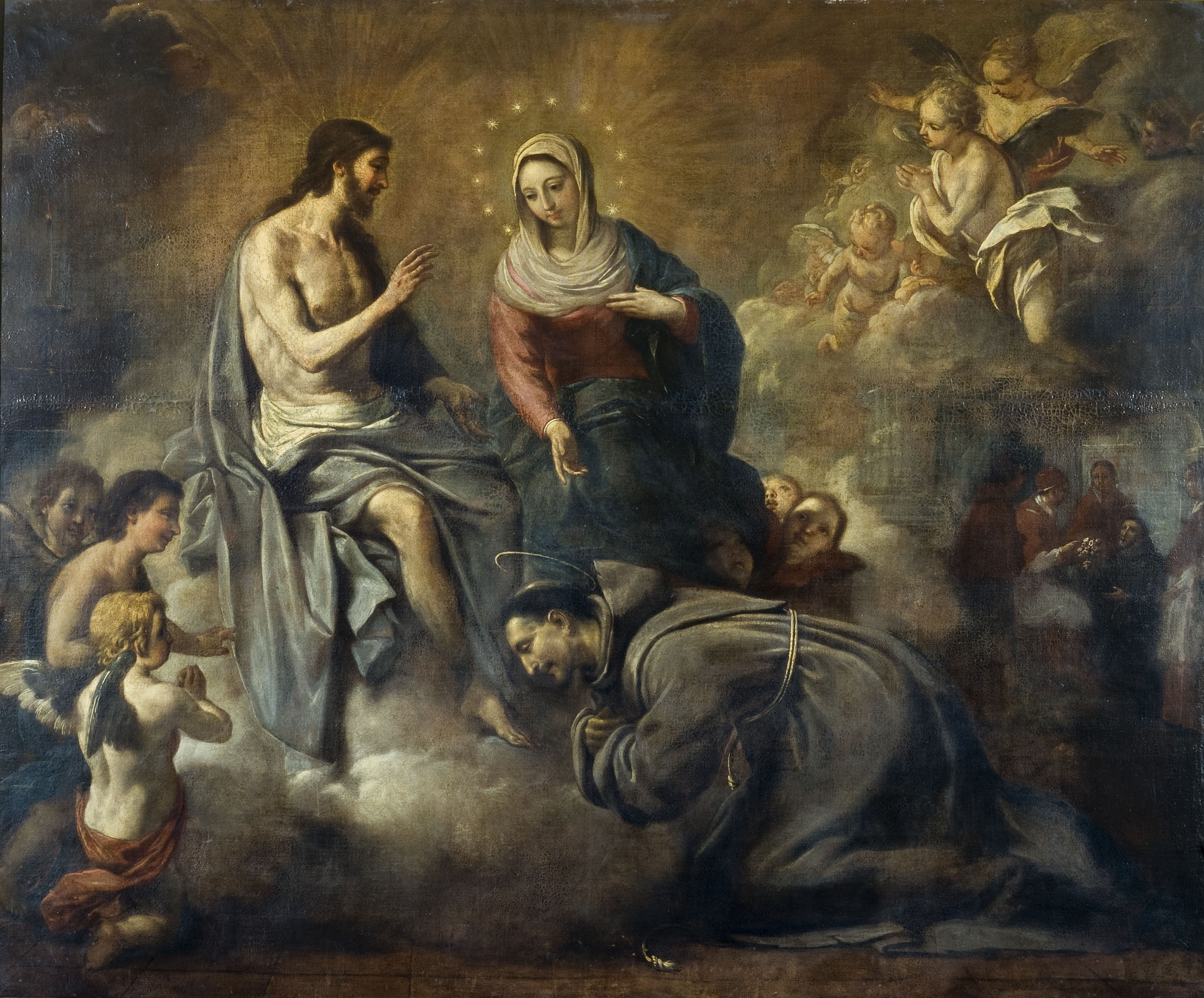
Jésus accorde à Saint François la indulgencia de la Porciúncula, d'Antonio Viladomat.

Pendant les premiers décennies du XVIIIe siècle, les formes baroques dans la peinture ont perduré, jusqu'à l'irruption du rococo, d'influence française, vers le milieu du siècle. L'arrivée des Bourbons a entraîné un important afflux d'artistes étrangers à la cour, tels que Jean Ranc, Louis-Michel Van Loo et Michel-Ange Houasse. Cependant, dans les régions périphériques, les travaux des écoles principales du XVIe siècle se sont poursuivis : à Séville, par exemple, les disciples de Murillo ont poursuivi leur style jusqu’à 1750 environ. Il est à noter qu'en dehors de la cour, le clergé et la noblesse régionale sont restés fidèles à l'esthétique baroque, qui a été préservée jusqu'au XVIIIe siècle.
Acisclo Antonio Palomino, né en 1655, a vécu jusqu'en 1726. Figure de la transition, il a donc mené une intense œuvre au cours des deux siècles. Engagé d'abord dans une carrière ecclésiastique, il la quitta pour la peinture ainsi que sa province natale de Cordoue, pour se rendre à Madrid en 1678, où il étudia avec Carreño et Claudio Coello. En 1688, il obtint le titre de peintre du roi et reçut la commande de peindre les voûtes de la chapelle de la ville de Madrid (1693-1699). Il a collaboré étroitement avec Luca Giordano, de qui il a appris le style baroque italien. Entre 1697 et 1701, il réalise les fresques de l'Église Saint-Jean de Valence et, entre 1705 et 1707, décore le couvent de San Esteban de Salamanque. Ses débuts s'inscrivent dans un style proche de celui de l'école de Madrid, avec une influence particulière de Coello, mais après son contact avec Giordano, il clarifie sa palette, réalisant des compositions où il démontre sa grande maîtrise du raccourci.
Une autre figure d'importance a été Miguel Jacinto Meléndez, ovetense installé à Madrid, a rencontré Palomino, qui a été nommé peintre du roi en 1712. Portraitiste, il a réalisé de nombreux portraits de Philippe V et de ses enfants, mais il s'est principalement consacré à la peinture religieuse, influencée par Coello et Rizi, avec un grand raffinement et des couleurs délicates qui annonce le rococo : Anunciación (1718), Sagrada Familia (1722).
Dans le milieu valencien, José Vergara Gimeno (es) (1726 - 1799) a assimilé l'héritage du baroque tardive de Palomino, usant des formules déjà consacrées par Juan de Juanes et en créant de nouvelles avec lesquelles il s'insère, notamment dans ses grandes compositions de fresques, dans l'esthétique néoclassique à laquelle appartient également l'Académie royale des beaux-arts de San Carlos qu'il a fondée en 1768 avec son frère Ignacio et qui donnera de la dignité aux études réglementées.
Citons enfin le Catalan Antonio Viladomat (es), qui a collaboré avec le peintre italien Ferdinando Galli da Bibiena à l’époque où Barcelone était le siège de la cour de l’archiduc Charles d’Autriche, prétendant à la couronne espagnole. En raison de son influence, le style de Viladomat oscillait entre une survivance curieuse du naturalisme du XVIe siècle et le baroque classique. Ses peintures se distinguent dans la chapelle des Chagrins de Mataró (1722) et dans la série sur la vie de Saint François du musée national d'Art de Catalogne (1727). Il a également réalisé des natures mortes et des scènes de genre, telles que les Quatre saisons au musée national d'Art de Catalogne.

## Peinture baroque dans les vice-royautés espagnoles d'Amérique

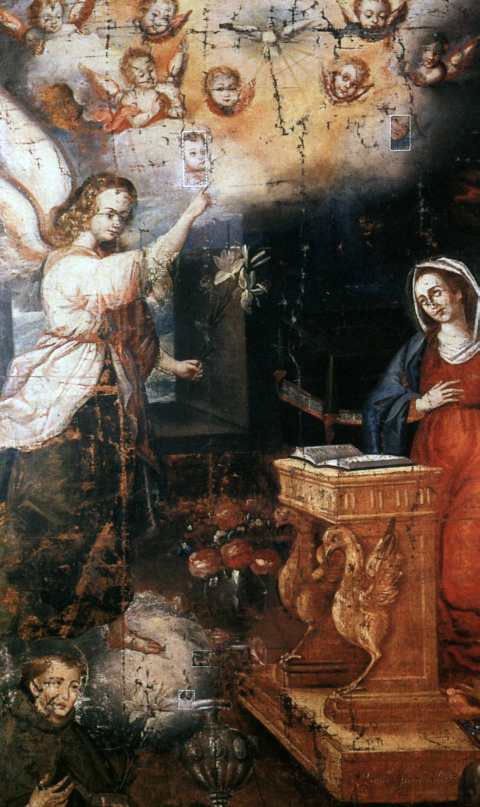
L'Annonciation de la Vierge, de (1632).

Les premières influences ont été le ténébrisme sévillan, principalement le Zurbarán, dont certaines œuvres sont encore conservées au Mexique et au Pérou, comme en témoignent les travaux des Mexicains José Juárez et Sebastián López de Arteaga (es) et du Bolivien Melchor Pérez de Holguín (es). À Cuzco, cette influence sévillane était interprétée d’une manière particulière, avec une utilisation abondante de l’or et une application du style indigène dans les détails, bien qu’elle s’inspire généralement d’estampes flamandes. L’École de peinture de Cuzco est née de l’arrivée en 1583 du peintre italien Bernardo Bitti, qui a introduit le maniérisme en Amérique. Il a souligné le travail de Luis de Riaño (es), disciple de l'italien Angelino Medoro (es), auteur des peintures murales du temple d'Andahuaylillas. Les peintres indiens Diego Quispe Tito et Basilio Santa Cruz Puma Callao (es), ainsi que Marcos Zapata (es), auteur des cinquante grandes toiles qui couvrent les hautes arches de la Cathédrale de Cuzco, sont également dans le mouvement baroque.
Au XVIIIe siècle, les retables sculptés ont commencé à être remplacés par des peintures, la peinture baroque ayant connu un développement remarquable en Amérique. De même, la commande d'œuvres profanes a augmenté, principalement des portraits pour les aristocrates et la hiérarchie ecclésiastique. L'influence principale sera celle de Murillo et, dans certains cas, semblable comme celui de Cristóbal de Villalpando - celle de Valdés Leal. La peinture de cette période a un ton plus sentimental, avec des formes plus douces où se mettent en valeur Gregorio Vázquez de Arce en Colombie, et Juan Rodríguez Juárez (es) et Miguel Cabrera au Mexique.
L'apogée de cette période se situe entre 1650 et 1750, quand un certain nombre de maitres est apparu au Mexique, en Colombie, en Équateur, au Pérou et en Bolivie. La culture baroque manifestait une grande passion pour les thèmes mythologiques, notamment dans les peintures des arcs de triomphe construits pour l’entrée des vice-rois et autres grands personnages. Parmi les autres sujets d'intérêt, citons ceux consacrés à l'iconographie de la Bible, animés par l'esprit de la Contre-Réforme. La ville de Quito a occupé le devant de la scène sous le patronage des ordres religieux de dominicains et de jésuites.